# جامعة إنديانا بلومنجتون
جامعة إنديانا بلومنجتون (بالإنجليزية: Indiana University Bloomington) هي جامعة بحثية عامة في بلومنجتون، إنديانا، الولايات المتحدة. وهي الحرم الجامعي الرئيسي لجامعة إنديانا وأكبر حرم جامعي بها، حيث يضم أكثر من 48000 طالب. تأسست كمدرسة دينية تابعة للولاية في عام 1820، وتم تغيير اسمها إلى «كلية إنديانا» في عام 1829 وإلى «جامعة إنديانا» في عام 1838.
جامعة إنديانا عضو في رابطة الجامعات الأمريكية ومصنفة ضمن «آر 1: جامعات الدكتوراه – نشاط بحثي مرتفع للغاية». تشمل مدارسها وبرامجها مدرسة جاكوبس للموسيقى، وكلية كيلي للأعمال، وكلية التربية، وكلية لودي للمعلوماتية، وكلية أونيل للشؤون العامة والبيئية، وكلية الصحة العامة، وكلية الطب، وكلية التمريض، وكلية هوتون هونورز، وكلية الإعلام، وكلية مورير للقانون. يضم الحرم الجامعي أيضًا مكتبة ليلي، ومتحف إسكنازي للفنون [الإنجليزية]، واتحاد إنديانا التذكاري.
تتنافس فرق إنديانا الرياضية في الرابطة الوطنية لرياضة الجامعات الدرجة الأولى، وتُعرف باسم «إنديانا هووسيرز». والجامعة عضو في اتحاد العشرة الكبار. ولأنها لا تمتلك تميمة، تُعرف جميع الفرق ببساطة باسم «هووسيرز». وقد فاز فريق إنديانا هووسيرز بـ 24 بطولة وطنية للرابطة الوطنية لرياضة الجامعات وبطولة وطنية واحدة للرابطة الوطنية لرياضة الجامعات للسيدات، بالإضافة إلى 145 بطولة وطنية فردية للرابطة الوطنية لرياضة الجامعات. وتشمل الألقاب التي فازت بها الفرق ثمانية ألقاب لفريق كرة القدم للرجال في هووسيرز، وستة ألقاب متتالية في السباحة والغطس للرجال، وخمسة ألقاب لفريق كرة السلة للرجال في هووسيرز، وثلاثة ألقاب في سباق الضاحية للرجال، ولقب واحد في ألعاب القوى للرجال، ولقب واحد في المصارعة.

## التاريخ

### السنوات المبكرة
أسست حكومة ولاية إنديانا في كورايدون جامعة إنديانا في 20 يناير 1820، باعتبارها «المدرسة الدينية الحكومية». بدأ البناء في عام 1822 في ما يسمى الآن حديقة ساحة المدرسة بالقرب من تقاطع شارع الثانية وشارع الكلية. بدأت الفصول الدراسية في 4 أبريل 1825. كان أول أستاذ هو باينارد راش هول، وهو قس مشيخي قام بتدريس جميع الفصول في الفترة من 1825 إلى 1827. في السنة الأولى، قام بتدريس اثني عشر طالبًا وكان يتقاضى 250 دولارًا. كان هول من علماء الكلاسيكيات الذين ركزوا على اليونانية واللاتينية وكان يعتقد أن دراسة الفلسفة واللغات الكلاسيكية تشكل أساس أفضل تعليم. تخرجت أول دفعة في عام 1830. من عام 1820 إلى عام 1889، دارت معركة قانونية وسياسية بين جامعة إنديانا وجامعة فينسينس حول أيهما الجامعة الشرعية للولاية.

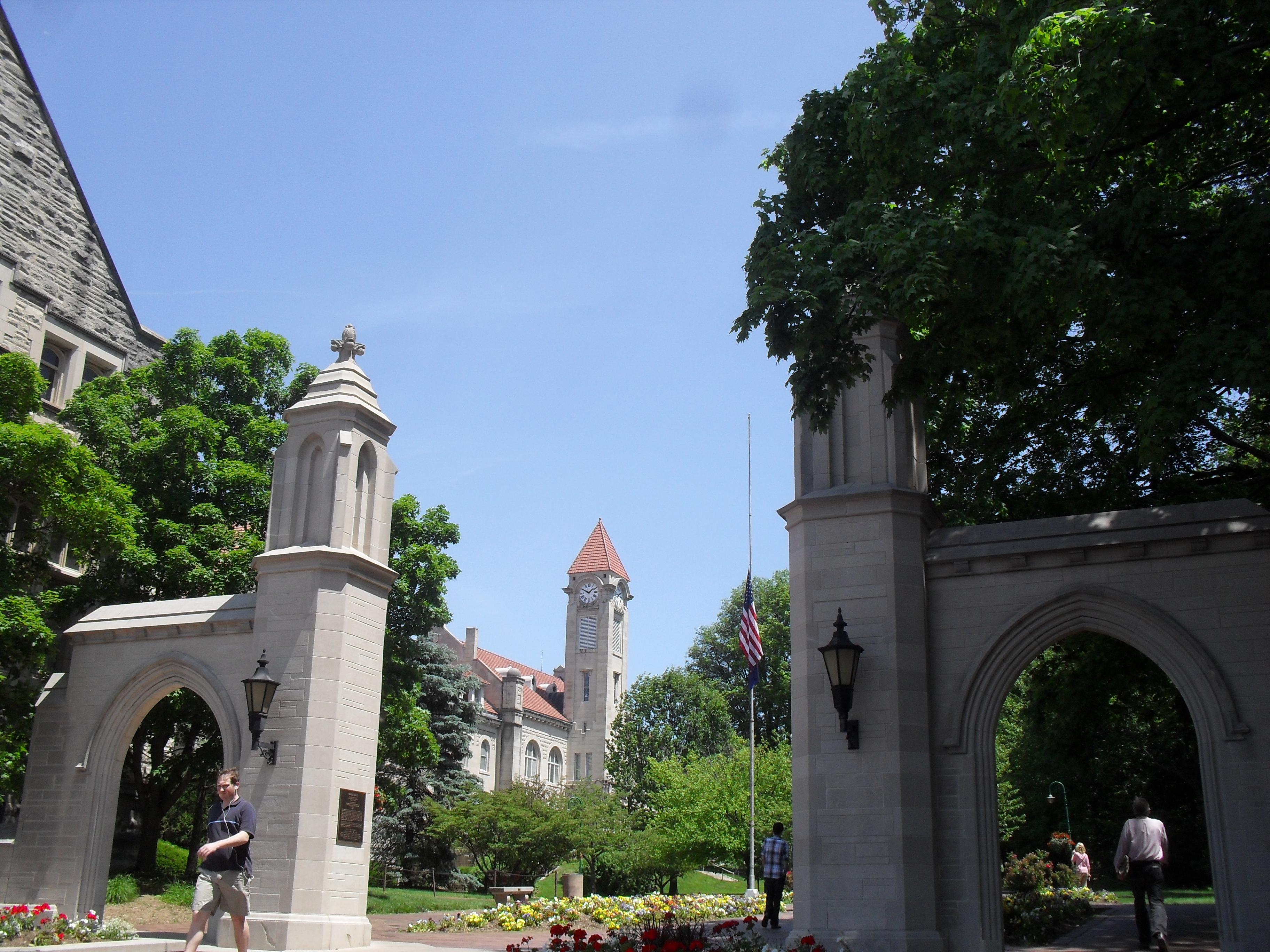
بوابات العينة، المدخل الرئيسي لحرم جامعة إنديانا بلومنجتون

في عام 1829، أصبح أندرو وايلي أول رئيس، وظل في منصبه حتى وفاته في عام 1851. تم تغيير اسم المدرسة إلى «كلية إنديانا» في عام 1829، وإلى «جامعة إنديانا» في عام 1838. كان وايل وديفيد ماكسويل، رئيس مجلس الأمناء، من المشيخيين المتدينين. لقد تحدثوا عن الوضع غير الطائفي للمدرسة ولكنهم عمومًا استأجروا زملاء من المشيخيين. كان من المتوقع أن يقدم الرؤساء والأساتذة مثالاً أخلاقيًا لطلابهم. بعد ستة وزراء على التوالي، كان أول رجل غير دين يصبح رئيسًا هو أستاذ علم الأحياء الشاب ديفيد ستار جوردن، في عام 1885. تبع جوردان عالم اللاهوت المعمداني ليمويل موس، الذي استقال بعد اندلاع فضيحة تتعلق بتورطه مع أستاذة.
قام جوردان (رئيس الجامعة 1884–1891) بتحسين الوضع المالي للجامعة وصورتها العامة، وضاعف عدد الطلاب المسجلين بها، وأنشأ نظامًا اختياريًا على غرار نظام جامعته الأم، جامعة كورنيل. أصبح جوردان رئيسًا لجامعة ستانفورد في يونيو 1891.
كان نمو المؤسسة بطيئًا. في عام 1851، كان لدى جامعة إنديانا ما يقرب من مائة طالب وسبعة أساتذة. قبلت جامعة إنديانا أول طالبة لها، سارة بارك موريسون، في عام 1867، مما جعل جامعة إنديانا رابع جامعة عامة تقبل النساء على قدم المساواة مع الرجال.[بحاجة لمصدر] واصلت موريسون العمل لتصبح أول أستاذة في جامعة إنديانا في عام 1873.[بحاجة لمصدر]
كان عالم الرياضيات جوزيف سوين أول رئيس لجامعة إنديانا من مواليد هووزيير، من عام 1893 إلى عام 1902. أسس قاعة كيركوود في عام 1894؛ وصالة للألعاب الرياضية للرجال في عام 1896، والتي سميت فيما بعد قاعة الجمعية؛ ومرصد كيركوود في عام 1900. بدأ بناء قاعة العلوم في عام 1901. خلال فترة رئاسته، زاد عدد الطلاب المسجلين من 524 إلى 1285.

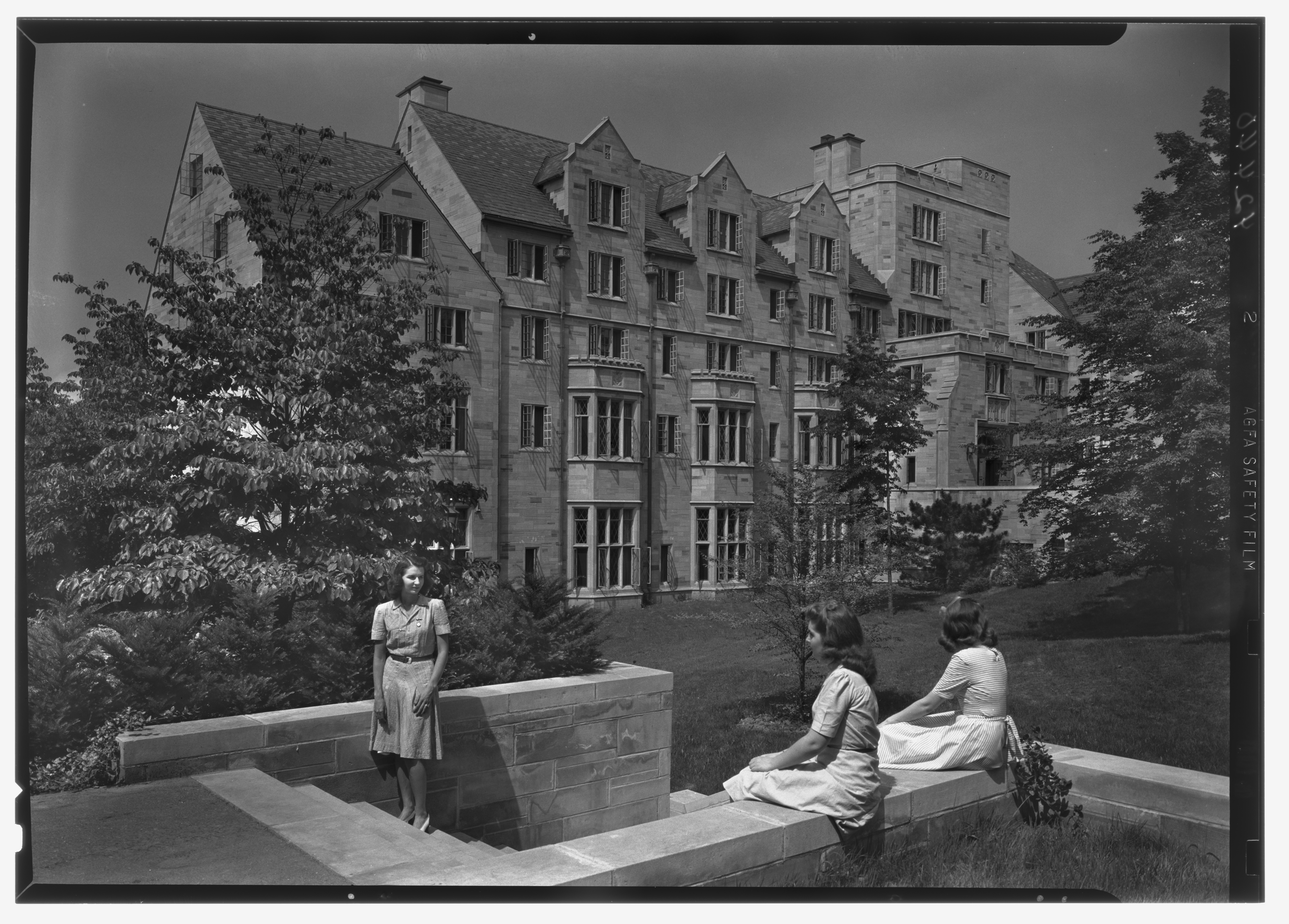
قاعة موريسون في يونيو 1942

في عام 1883، منحت جامعة إنديانا أول درجة دكتوراه لها ولعبت أول رياضة جامعية (البيسبول)، مما أنبأ بوضع المدرسة في المستقبل كمؤسسة بحثية كبرى وقوة في الألعاب الرياضية الجامعية. ولكن حادثة أخرى في ذلك العام كانت أكثر إثارة للقلق: احترق الحرم الجامعي الأصلي في ميدان سيميناري بالكامل. أعيد بناء الكلية بين عامي 1884 و1908 في أقصى الطرف الشرقي من بلومنجتون. (اليوم، توسعت المدينة شرقًا، والحرم الجامعي «الجديد» موجود مرة أخرى في وسط المدينة.) كان أحد التحديات هو أن إمدادات المياه المحدودة في بلومنجتون كانت غير كافية لسكانها البالغ عددهم 12000 نسمة ولم تستطع التعامل مع توسع الجامعة. كلفت الجامعة بإجراء دراسة أدت إلى بناء خزان لاستخدامه.

### القرن العشرين
في عام 1902، التحق بجامعة إنديانا 1203 طالبًا جامعيًا؛ وكان جميعهم من سكان إنديانا باستثناء 65 طالبًا. وكان هناك 82 طالبًا للدراسات العليا، بما في ذلك عشرة طلاب من خارج الولاية. وركز المنهج الدراسي على الكلاسيكيات، كما يليق بالرجل النبيل، وكان على النقيض من المنهج الدراسي الموجه نحو الخدمة في جامعة بيردو، والذي قدم نفسه على أنه مفيد بشكل مباشر للمزارعين والصناعيين ورجال الأعمال.
افتتح أول مكتب توسعي لجامعة إنديانا في إنديانابوليس عام 1916. وفي عامي 1920/1921، افتُتحت كلية الموسيقى وكلية التجارة والمالية (التي أصبحت فيما بعد كلية كيلي للأعمال). وفي أربعينيات القرن العشرين، افتتحت جامعة إنديانا حرمًا توسعيًا في كوكومو وفورت واين. وتأسس معهد كينسي للأبحاث الجنسية عام 1945.
خلال فترة الكساد العظيم، كان أداء جامعة إنديانا أفضل بكثير من معظم المدارس الحكومية بفضل روح المبادرة التي تحلى بها رئيسها الشاب هرمان ويلز. تعاون مع فريدريك إل هوفد، رئيس جامعة بيرديو؛ وتواصلا معًا مع وفد إنديانا إلى الكونجرس، مشيرين إلى أعلى أولوياتهما. بالنسبة لويلز، كان الهدف هو بناء مدرسة موسيقى عالمية المستوى، لتحل محل المرافق المتهالكة. ونتيجة لهذه الجهود، قامت إدارة تقدم الأعمال ببناء واحدة من أفضل المرافق في البلاد. وأضاف أموالًا مطابقة من الهيئة التشريعية للولاية وفتح حملة كاملة لجمع التبرعات بين الخريجين ومجتمع الأعمال. في عام 1942، أفاد ويلز أن «السنوات الخمس الماضية كانت أعظم فترة توسع في المبنى المادي للجامعة في تاريخها بالكامل». في هذه الفترة تم تشييد 15 مبنى جديدًا.
في عام 1960، انتخبت هيئة طلاب جامعة إنديانا توماس أتكينز، وهو أمريكي من أصل أفريقي من إلخارت بولاية إنديانا، لمنصب رئيس هيئة الطلاب. احتج حشد من الطلاب البيض على النتيجة من خلال التجول في الحرم الجامعي ملوحين بأعلام الكونفدرالية وزعموا أن فوز أتكينز كان بسبب «حفنة من أتباع حركة البيتنيك». وعندما اقترب المحتجون من السكن الجامعي للطالبات، قوبلوا «بسيل من زجاجات مستحضرات التجميل والأحذية القديمة وغيرها من الأشياء».

### القرن الحادي والعشرين
في أبريل 2002، قام آلاف الطلاب والموظفين في جامعة إنديانا، إلى جانب سكان بلومنجتون، بأعمال شغب في جميع أنحاء الحرم الجامعي قبل الاندماج في كتل المدينة المجاورة بعد أن خسر فريق كرة السلة للرجال بجامعة إنديانا مباراة بطولة كرة السلة الجامعية في الولايات المتحدة أمام جامعة ميريلاند تيرابينز. تسبب مثيرو الشغب في أضرار جسيمة لمباني الجامعة وشركات المدينة، وتم القبض على ما لا يقل عن 45 شخصًا أثناء أعمال الشغب.
في مارس 2014، بدأ مكتب الحقوق المدنية التابع لوزارة التعليم الأمريكية تحقيقًا فيدراليًا حول امتثال جامعة إنديانا للعنوان التاسع، والذي شمل أكثر من 450 شكوى تحرش وعنف جنسي تم تقديمها إلى الجامعة بين عامي 2011 و2015. وشملت الشكاوى الطلاب وموظفي الجامعة أو أعضاء هيئة التدريس. كشف التحقيق عن مخاوف بشأن توقيت الاستجابة، ونقص التوثيق، وعدم منع الانتقام، وخلق بيئات معادية جنسياً في الحرم الجامعي. وانتقد التحقيق أيضًا الافتقار إلى التحرش الجنسي الإلزامي وسوء السلوك والتدريب التوعوي للموظفين، فضلاً عن الافتقار إلى الدعم المؤسسي لمنسق عنوان التاسع للإشراف على امتثال الجامعة.
في فبراير 2016، استقال جيسون كاساريس، عميد شؤون الطلاب المساعد بالجامعة ومدير أخلاقيات الطلاب ونائب مدير العنوان التاسع، من منصبه فجأة بعد توجيه اتهامات بالاعتداء الجنسي ضده من قبل رئيسة جمعية إدارة سلوك الطلاب المنتخبة، ومساعد مدير معايير المجتمع العالمي بجامعة نيويورك، جيل كريتون، خلال مؤتمر في فورت وورث، تكساس في ديسمبر 2015. ورفضت إدارة شرطة فورت وورث توجيه اتهامات.
في مايو 2016، بدأ مكتب الحقوق المدنية التابع لوزارة التعليم الأمريكية تحقيقًا آخر بموجب العنوان التاسع في جامعة إنديانا لفشلها في محاسبة طالب جامعي على اغتصاب طالب آخر خارج الحرم الجامعي وفشلها في اتباع إجراءات العنوان التاسع المناسبة بعد الإبلاغ عن الحادث. كما فرضت الجامعة على الضحية رسوم نقل السكن بعد أن استمر المغتصب المشتبه به في مضايقة الضحية حول سكنها، والذي مر أيضًا دون تدخل من الجامعة. كما تولى قضية الضحية مدير العنوان التاسع السابق، جيسون كاساريس قبل استقالته وسط مزاعم التحرش الجنسي وسوء السلوك كمدير أخلاقيات الطلاب ونائب مدير العنوان التاسع في الجامعة.
في نوفمبر 2023، استقال أمين صندوق حكومة طلاب جامعة إنديانا أليكس كاسوان والمديرة المشاركة للتنوع والعدالة والاندماج ماكيا بيكيت بعد اتهام أعضاء آخرين في قيادة حكومة الطلاب بمعاداة السامية والفشل في تمثيل الكل الثقافي لهيئة الطلاب. بعد معرفة الاتهامات والاستقالات، أرسل النائب الأمريكي جيم بانكس خطابًا إلى رئيسة الجامعة باميلا ويتن [الإنجليزية] يندد بمثل هذا السلوك، ويحدده على أنه انتهاك لقانون الحقوق المدنية لعام 1964 وهدد باستمرار التمويل الفيدرالي للجامعة إذا تسامحت إدارة الجامعة مع السلوك. ردت رئيسة هيئة الطلاب المتهمة علياء راجي بإدانة كل من الإسلاموفوبيا ومعاداة السامية والتصريح بأن حكومة الطلاب تكافح ضد هذه القضايا.
في نوفمبر 2023 أيضًا، جذبت الجامعة اهتمامًا وطنيًا عندما منعت الجامعة أحد أعضاء هيئة التدريس من التدريس بعد زعمه أنه ساعد بشكل غير لائق لجنة التضامن مع فلسطين، وهي مجموعة طلابية، في حجز مساحة في الحرم الجامعي. بعد ذلك بوقت قصير، ألغى مسؤولو الجامعة أيضًا معرضًا فنيًا مخططًا لسامية حلبي، وهي فنانة فلسطينية أمريكية. حدث كلا الحدثين بعد عملية طوفان الأقصى في 7 أكتوبر 2023 وفي أعقاب الاهتمام الوطني بمعاداة السامية المزعومة في حرم الكليات والجامعات. كما حدثا في خضم تغييرات في قوانين إنديانا اعتبرها البعض هجومًا على الحرية الأكاديمية. في ربيع عام 2024، صوت أعضاء هيئة التدريس بالجامعة باقتراح حجب الثقة في رئيس نظام جامعة إنديانا، وعميد حرم بلومنجتون ونائب الرئيس التنفيذي، ونائب عميد حرم بلومنجتون للشؤون الأكاديمية وأعضاء هيئة التدريس.
في فبراير 2024، بدأ مكتب الحقوق المدنية التابع لوزارة التعليم الأمريكية تحقيقًا فيدراليًا في الجامعة ردًا على شكوى تتعلق بانتهاك العنوان السادس من قانون الحقوق المدنية لعام 1964. وقد قدم الدكتور زاكاري مارشال الشكوى وزعم عدم استجابة وتهاون إدارة الجامعة تجاه عدد متزايد من الحوادث المعادية للسامية في الحرم الجامعي. كما أدت الشكوى إلى تحقيقات فيدرالية إضافية في جامعة ويسكونسن وجامعة نورث وسترن، ويجري المكتب أيضًا تحقيقات موازية في جامعة جونز هوبكينز وجامعة هارفارد وجامعة ميشيغان وغيرها.

## حرم الجامعة

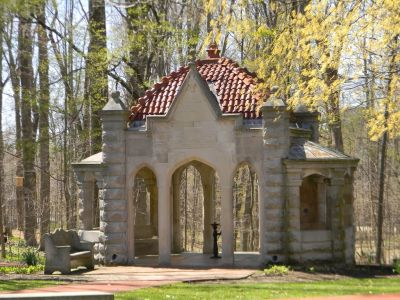
Rose Well House، 2016

يضم حرم جامعة إنديانا بلومنجتون الذي تبلغ مساحته 1,933 أكر (7.82 كـم2) مساحات خضراء وفيرة ومباني تاريخية يرجع تاريخها إلى إعادة بناء الجامعة في أواخر القرن التاسع عشر. يقع الحرم الجامعي على طبقة من الحجر الجيري في إنديانا، وتحديدًا حجر سالم الجيري وحجر هارودسبيرج الجيري، مع نتوءات من حجر سانت لويس الجيري.
«نهر الحرم الجامعي» هو مجرى مائي يتدفق عبر وسط الحرم الجامعي. وهو جزء من نهر كلير كريك في بلومنجتون، وكان يُسمى سابقًا «نهر جوردان» نسبة إلى ديفيد ستار جوردن، الدارويني وعالم الأسماك ورئيس جامعة إنديانا، ثم رئيس جامعة ستانفورد لاحقًا. تم تغيير الاسم، إلى جانب العديد من مباني الحرم الجامعي، في عام 2020 من قبل أمناء جامعة إنديانا بسبب دعم جوردان لعلم تحسين النسل الذي أصبح معروفًا على نطاق واسع.
تم تصنيف بلومنجتون في المرتبة الخامسة كأفضل مدينة للألفية المتعلمة من قبل بيزنس إنسايدر. صنفت تصنيف الكليات بلومنجتون في المرتبة السادسة كأفضل مدينة جامعية للعيش فيها إلى الأبد.

### المرافق والهندسة المعمارية
العديد من مباني الحرم الجامعي، وخاصة المباني المركزية القديمة، مصنوعة من الحجر الجيري من ولاية إنديانا المستخرج محليًا. قامت إدارة تقدم الأعمال ببناء الكثير من قلب الحرم الجامعي خلال فترة الكساد العظيم. تم بناء العديد من مباني الحرم الجامعي وتم الاستحواذ على معظم أراضيه خلال الخمسينيات والستينيات عندما أدى انضمام الجنود لأول مرة بموجب قانون جي آي ثم طفرة المواليد إلى زيادة عدد الملتحقين بالجامعة من 5403 في عام 1940 إلى 30368 في عام 1970. خضعت بعض المباني في الحرم الجامعي لتوسع مماثل. مع إنشاء الإضافات من خلال البناء على السطح الخارجي للمباني القائمة، تم دمج الأسطح الخارجية في التصميمات الداخلية الجديدة، مما يجعل هذا التوسع واضحًا في هندسة المباني المتأثرة. تعمل مباني الكيمياء والأحياء كأمثلة، حيث تم بناء اثنين من الجدران الداخلية لمكتبة الأخيرة بوضوح كواجهات خارجية من الحجر الجيري. منزل برايان هو المنزل التقليدي لرئيس الجامعة في الحرم الجامعي.
تم تضمين تسعة من أقدم المباني في منطقة تاريخية وطنية تُعرف باسم الهلال القديم. وقد تم إدراجها في السجل الوطني للأماكن التاريخية في عام 1980. وهي مبنى خدمة الطلاب على الطراز القوطي الجامعي (1906–1908)؛ ومتحف جامعة إنديانا (1905)؛ ومبنى ماكسويل على الطراز الروماني ريتشاردسوني (1890، 1907–1908)؛ وقاعة أوين (1885)؛ وقاعة وايلي (1885)؛ وقاعة كيركوود (1895)؛ وقاعة ليندلي (1903)؛ ومنزل روز ويل على الطراز القوطي الحديث (1908)؛ ومرصد كيركوود (1900).
تخدم بوابات العينة كمدخل إلى حرم جامعة إنديانا والهلال القديم. تقع بين قاعة فرانكلين وقاعة برايان. بعد عدة محاولات فاشلة لإنشاء مدخل مقوس للحرم الجامعي، في عام 1987، قدمت شركة إدسون سامبل التمويل لبناء المدخل المقوس بناءً على التصميم الذي اقترحه إيجرز وهيغنز عام 1961.
تم افتتاح سينما جامعة إنديانا في يناير 2011 في مبنى المسرح الجامعي السابق، والذي تم بناؤه في ثلاثينيات القرن العشرين.
يحتوي حرم بلومنجتون أيضًا على صوبة زراعية لأبحاث علم الأحياء في مبنى الأحياء المفتوح للجمهور، ومن أبرزها زهرة الجثة (أمورفوفالوس تيتانوم) المسماة والي. كما يوجد في الحرم الجامعي أيضًا مرصد كيركوود مفتوح للجمهور يومًا واحدًا في الأسبوع.
تم تصوير فيلم الهروب لعام 1979 في موقع في بلومنجتون وحرم جامعة إنديانا. كما تضمن الفيلم إعادة تمثيل لسباق الدراجات السنوي ليتل 500. كما يحتوي حرم جامعة إنديانا على مسارات يستخدمها الكثيرون لركوب الدراجات والجري. ويبلغ إجمالي طول المسارات في بلومنجتون والمناطق المجاورة ما يقرب من 1,200 ميل (1,900 كـم).

### اتحاد إنديانا التذكاري
تبلغ مساحة اتحاد طلاب إنديانا التذكاري (IMU) أكثر من 500,000-قدم-مربع (46,000 م2) وهو ثاني أكبر اتحاد طلابي في العالم. بالإضافة إلى المتاجر والمطاعم، فإنه يتميز ببرج أنشطة طلابية مكون من ثمانية طوابق (موطن رابطة طلاب جامعة إنديانا ومجلس اتحاد طلاب إنديانا التذكاري ومجموعة متنوعة من المنظمات الطلابية الأخرى)، وفندق به 189 غرفة، ومسرح يتسع لـ 400 مقعد، وقاعة خريجين بمساحة 5000 قدم مربع (460 مترًا مربعًا)، ومساحة اجتماعات تبلغ 50,000 قدم مربع (4,600 م2)، وصالة بولينج. يضم اتحاد طلاب إنديانا التذكاري مجموعة رائعة من فنون إنديانا بما في ذلك فنانون من مقاطعة براون ومجموعة هووسير ومجموعة ريتشموند وغيرها. هذه المجموعة هي أكبر مجموعة فنية عامة خارج المتحف.

### قاعة جامعة إنديانا

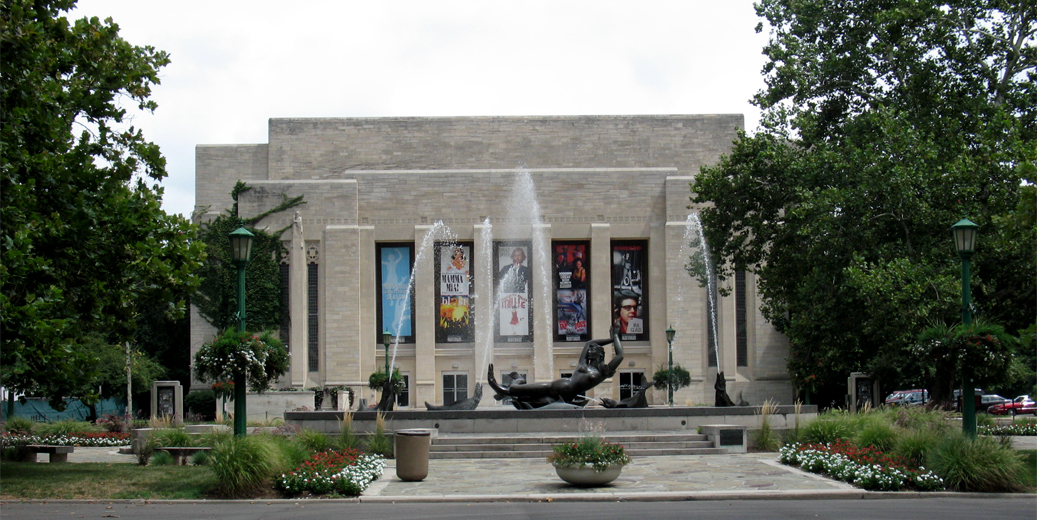
قاعة جامعة إنديانا

قاعة جامعة إنديانا هي قاعة للفنون المسرحية تتسع لـ3،200 مقعد وتقع في ساحة الفنون الجميلة بجامعة إنديانا بجوار مكتبة ليلي ومدرسة إسكنازي للفنون والهندسة المعمارية والتصميم.
بدأ تشييد قاعة جامعة إنديانا في عام 1939 كجزء من مشاريع وكالة الأشغال الفيدرالية. وافتتحت قاعة جامعة إنديانا أبوابها رسميًا في 22 مارس 1941.
اليوم، تقدم جامعة إنديانا مسرح برودواي عروض جولة برودواي، والفنانين الموسيقيين الشعبيين، والكوميديين، والموسيقيين الكلاسيكيين والمزيد. قاعة الجداريات في قاعة جامعة إنديانا هي موطن لجداريات إنديانا، التي أنشأها الفنان الأمريكي توماس هارت بنتون. يوجد 16 من إجمالي 22 لوحة تم إنشاؤها في القاعة.

### المرافق الرياضية
تقع المرافق الرياضية لجامعة إنديانا في الحرم الجامعي وتقع بين شارع إيست 17 وشارع دون والطريق الالتفافي طريق ولاية إنديانا رقم 45/طريق ولاية إنديانا رقم 46. وفي قاعة التجمع التي تتسع لـ17،000 مقعد (موطن فريق كرة السلة التابع لجامعة إنديانا)، توجد خمس لافتات لبطولة كرة السلة للرجال من القسم الأول التابعة لجامعة إنديانا. كما تقع قاعة كوك، وملعب ميموريال، وجناح ميلينكامب، وملعب جلادستين، ومركز تنس جامعة إنديانا، ومضمار بيلي هايز، وملعب بيل أرمسترونج داخل المجمع.

## المكتبات

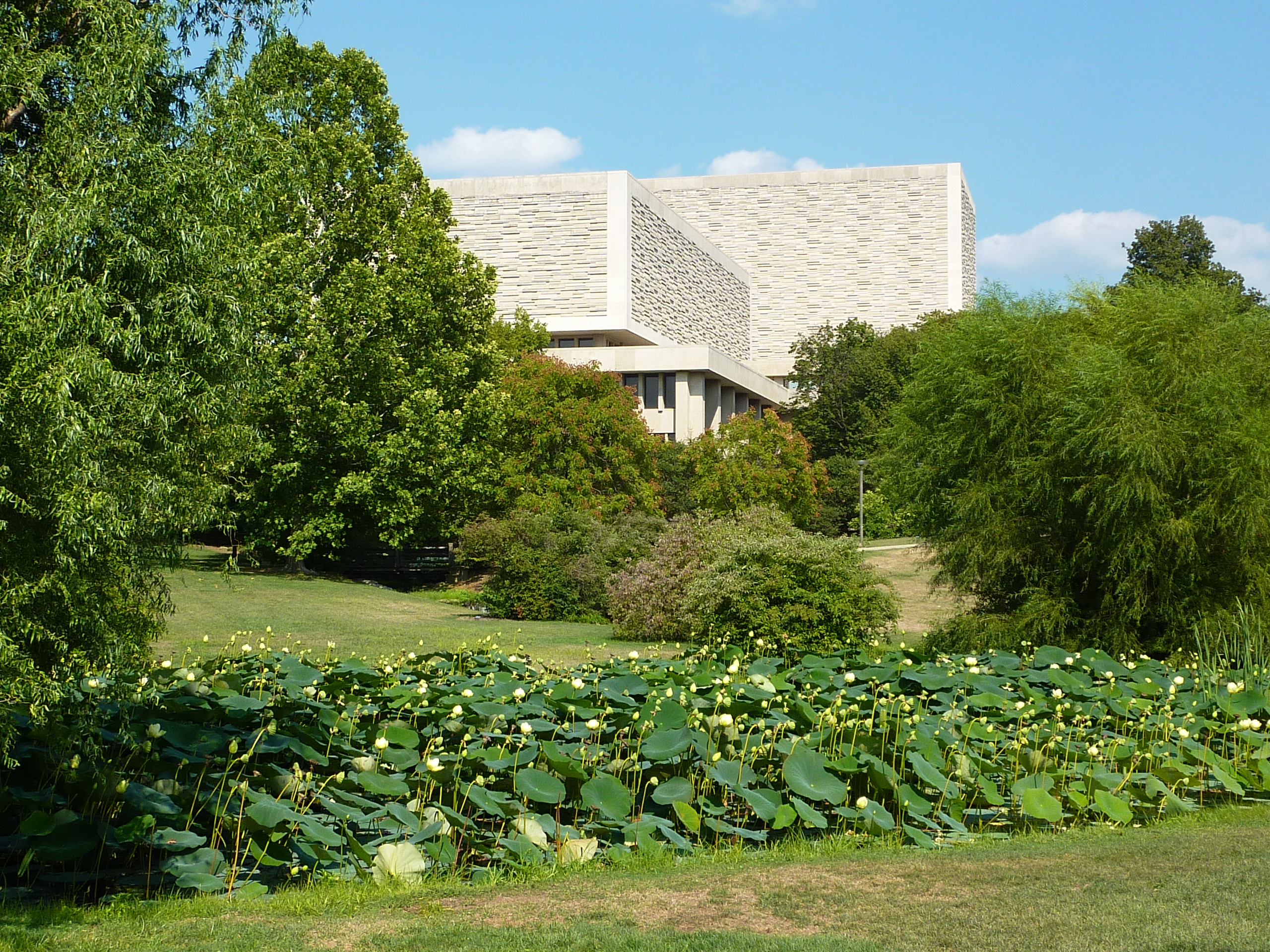
مكتبة هيرمان ب. ويلز، كما تظهر من حديقة إنديانا النباتية

يدعم نظام مكتبة جامعة إنديانا بلومنجتون أكثر من عشرين مكتبة ويوفر الوصول إلى أكثر من 9.9 مليون كتاب، و800 قاعدة بيانات، و60 ألف عنوان مجلة إلكترونية، و815 ألف كتاب إلكتروني. ويعد النظام رابع عشر أكبر مكتبة في أمريكا الشمالية من حيث عدد المجلدات الموجودة.

### مكتبة هيرمان ب. ويلز
تحتوي مكتبة هرمان بي ويلز التابعة لجامعة إنديانا على أكثر من 4.6 مليون مجلد. قبل حفل أقيم في يونيو 2005، عندما أعيدت تسميتها على اسم رئيس جامعة إنديانا السابق والمستشار، كان هذا المبنى يسمى ببساطة المكتبة الرئيسية. صممت شركة الهندسة المعمارية إيجرز وهيغنز المكتبة المكسوة بالحجر الجيري والتي لا تحتوي على نوافذ إلى حد كبير، والتي بدأ بناؤها في عام 1966 واكتملت في عام 1969. يحتوي المبنى على أحد عشر طابقًا في البرج الشرقي (مجموعة الأبحاث) وخمسة طوابق في البرج الغربي (مجموعة الطلاب الجامعيين الأساسية). في عام 2014، تم تجديد الطوابق الأولى من كلا البرجين وإعادة تقديمها كمكان للتعلم ومكان للعلماء. تعد المكتبة أيضًا موطنًا لدار نشر جامعة إنديانا وكلية الدراسات العليا بالجامعة. وهي المقر السابق لقسم المعلومات وعلوم المكتبات، والذي تستضيفه الآن قاعة لودي.
تقول أسطورة مدنية متكررة أن المكتبة تغرق لأنه عند بنائها، فشل المهندسون في أخذ وزن جميع الكتب التي ستشغل المبنى في الاعتبار. تدحض مقالة في صحيفة إنديانا ديلي ستيودنت هذه الأسطورة، حيث تنص، من بين أمور أخرى، على أن المبنى يرتكز على طبقة من الحجر الجيري يبلغ سمكها 94 قدمًا (28.6 مترًا).

### المكتبات الفرعية
بالإضافة إلى المكتبة الرئيسية لجامعة إنديانا، تدعم مكتبات بلومنجتون أكثر من عشرين مكتبة إضافية:
- أرشيف الموسيقى والثقافة الأمريكية الأفريقية
- أرشيف الموسيقى التقليدية
- مركز الفيلم الأسود/الأرشيف
- قاعدة بيانات معلومات الأعمال/الشئون العامة والبيئية (مكتبة كلية كيلي للأعمال وكلية أونيل للشؤون العامة والبيئية)
- مكتبة العلوم
- مكتبة التعليم، تقع داخل كلية ويندل إي رايت للتعليم
- مكتبة مجتمع الميم
- مكتبة معهد إنديانا للإعاقة والمجتمع، مركز معلومات الإعاقة والإحالة
- مكتبة مركز موارد الوقاية في إنديانا
- أرشيف الصور المتحركة لمكتبات جامعة إنديانا
- مكتبة معهد كينسي
- مكتبة جيروم هال للقانون (مكتبة كلية مورير للقانون)
- مكتبة العلوم الحياتية (مكتبة قسم الأحياء، برنامج العلوم الطبية، وبرنامج التمريض)
- مكتبة ليلي (كتب ومخطوطات نادرة)
- مكتبة مركز نيل مارشال للثقافة السوداء
- مكتبة طب العيون
- مكتبة ورشة عمل أوستروم
- مكتبات البرامج والخدمات السكنية
- معهد سينور للأبحاث للدراسات الآسيوية الداخلية
- إدارة الأرشيف والسجلات الجامعية
- مكتبة ويليام وجايل كوك للموسيقى
- متحف وايلي هاوس

### مركز الفيلم الأسود/الأرشيف
تأسس مركز/أرشيف الأفلام السوداء، الواقع في جامعة إنديانا، «في عام 1981 كمستودع للأفلام والمواد ذات الصلة التي أنشأها الأمريكيون من أصل أفريقي وحولهم». أسست الأستاذة فيليس ر. كلوتمان المستودع عندما أصبح من الواضح أن الأفلام النادرة والقيمة التي أنشأها الأمريكيون من أصل أفريقي وحولهم كانت تضيع بسبب نقص الحفظ والموارد غير الكافية.
يضم الأرشيف مجموعة كبيرة من الأفلام التي تم تصويرها على وسائط مادية مختلفة، وملصقات بأحجام مختلفة لأفلام تم توزيعها في مختلف أنحاء العالم، وصور فوتوغرافية ولقطات من أفلام، ومخطوطات لصناع أفلام وعلماء. ورغم أن المواد غير متاحة للتداول أو التوزيع، فإن الأرشيف يحتوي على غرف لعرض الأفلام واستخدام المواد.

### أرشيف الصور المتحركة لمكتبات جامعة إنديانا
أرشيف الصور المتحركة لمكتبات جامعة إنديانا هو أحد أكبر مستودعات الأفلام والفيديو التعليمية في الولايات المتحدة.[بحاجة لمصدر غير أولي] تأسس أرشيف الصور المتحركة لمكتبات جامعة إنديانا في عام 2009، ويحتوي على أكثر من 100،000 عنصر تمتد لأكثر من 80 عامًا من التاريخ السمعي البصري. تشمل أبرز مقتنياته مجموعة تضم أكثر من 200 كاميرا فيلم وجهاز عرض، وأكثر من 80000 إعلان تجاري من جوائز كليو وحوالي 50،000 فيلم تعليمي وزعته جامعة إنديانا على الفصول الدراسية في جميع أنحاء البلاد خلال القرن العشرين.
في عام 2012، تم قبول أرشيف الصور المتحركة كعضو في الاتحاد الدولي لأرشيفات الأفلام.

### مكتبة ليلي

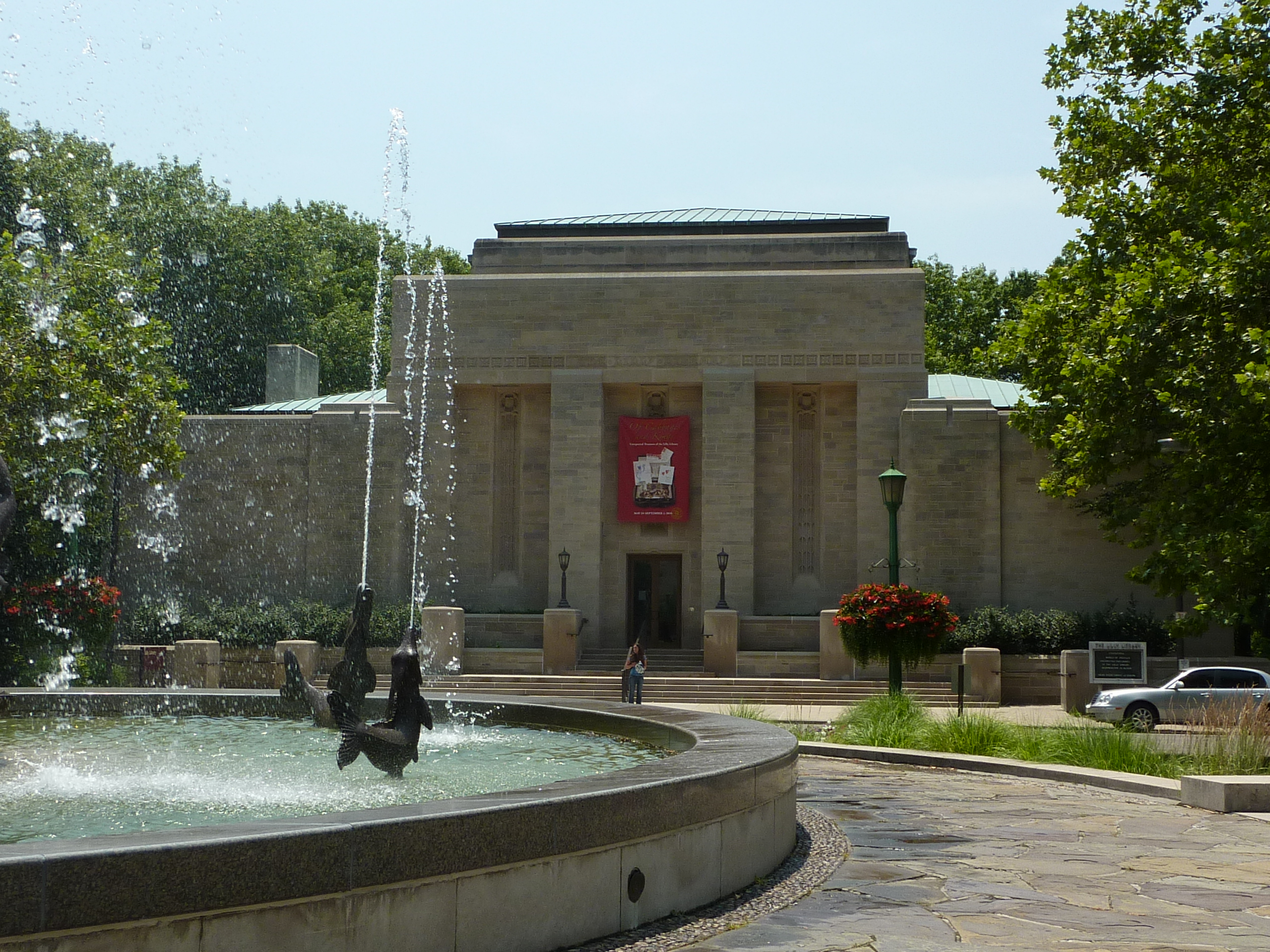
مكتبة ليلي

مكتبة ليلي هي واحدة من أكبر مكتبات الكتب والمخطوطات النادرة في الولايات المتحدة.[بحاجة لمصدر غير أولي] تأسست عام 1960 بمجموعة جوزيه ك. ليلي جونيور، من شركة إيلي ليلي وشركاءه في إنديانابوليس، وتحتوي المكتبة الآن على ما يقرب من 400،000 كتاب نادر و6.5 مليون مخطوطة و100،000 قطعة من النوتات الموسيقية. مقتنيات المكتبة قوية بشكل خاص في التاريخ والأدب البريطاني والأمريكي والنصوص الدينية وأمريكا اللاتينية والطب والعلوم والطعام والشراب وأدب الأطفال والطباعة الفاخرة والتجليد والموسيقى الشعبية والمخطوطات في العصور الوسطى وعصر النهضة والطباعة المبكرة. تشمل العناصر البارزة في مجموعات المكتبة العهد الجديد من الكتاب المقدس غوتنبرغ، ونسخة الطبعة الأولى من كتاب مورمون، وأول مجموعة مطبوعة من أعمال شكسبير، وزوج من آذان سبوك التي ارتداها ليونارد نيموي في ستار تريك السادس: البلد غير المكتشف، وطيور أمريكا لأودوبون، وهي واحدة من 25 نسخة موجودة من «الطبعة الأولى لإعلان الاستقلال» (المعروف أيضًا باسم «دنلاب برودسايد») التي طبعت في فيلادلفيا في 4 يوليو 1776، ورسالة جورج واشنطن التي قبل فيها رئاسة الولايات المتحدة، ومكتب أبراهام لينكون من مكتبه القانوني، وورقة من كتاب مجموع الكتاب الشهير لأبراهام لنكولن حوالي عام 1776. تحتوي المكتبة على مجموعة من الكتب التي تعود إلى الفترة من 1824 إلى 1826، مثل رسائل اللورد تشيسترفيلد إلى ابنه، ومخطوطات كتاب «أولد لانج سين» لروبرت برنز، ومخطوطات بوكسر، ونصوص إنتاجية مشروحة لمسلسل ستار تريك، وفيلم بلاي بوي أوف ذا ويسترن وورلد لجون ميلينغتون سينغ، وفيلم بيتر بان لجيمس ماثيو باري، ونصوص مطبوعة للعديد من روايات جيمس بوند لإيان فلمنغ. كما تمتلك المكتبة أوراق المخرجين الهوليووديين أورسن ويلز وجون فورد، والشاعرين سيلفيا بلاث وعزرا باوند، والمؤلفين إديث وارتون وماكس إيستمان وأبتون سنكلير. كما تضم المكتبة أربع جائزة الأكاديمية تبرع بها خريجون. وفي عام 2006، تلقت المكتبة مجموعة من 30 ألف لغز ميكانيكي من جيري سلوقوم. وسيتم عرض المجموعة بشكل دائم. ولا يلزم الحصول على إذن خاص لاستخدام المجموعات، كما تضم المكتبة العديد من صالات العرض المفتوحة للجمهور. توجد ضمن مكتبة ليلي مجموعة روث إي. أدوميت من الكتب المصغرة، وهي واحدة من أكبر مجموعات الكتب المصغرة في العالم. ومن بين المجموعة كتب مصغرة نادرة مثل «من الصباح حتى حواء»، وهو كتاب مصغر يعرض اقتباسات من الكتاب المقدس في شكل تعبد، مع عبارة واحدة لكل صباح ومساء من الشهر. وقد أدرج مركز المكتبة الرقمية على الإنترنت هذه النسخة «الوحيدة المعروفة بأنها موجودة في مجموعة جامع الكتب المصغرة الشهير روث إي. أدوميت»، والتي توجد الآن في مكتبة ليلي.
توجد ضمن مكتبة ليلي مجموعة روث إي. أدوميت من الكتب المصغرة، وهي واحدة من أكبر مجموعات الكتب المصغرة في العالم. ومن بين المجموعة كتب مصغرة نادرة مثل «من الصباح إلى حواء»، وهو كتاب مصغر يعرض اقتباسات من الكتاب المقدس في شكل تعبد، مع عبارة واحدة لكل صباح ومساء من الشهر. وقد أدرج مركز المكتبة الرقمية على الإنترنت هذه النسخة «الوحيدة المعروفة بأنها موجودة في مجموعة جامع الكتب المصغرة الشهير روث إي. أدوميت»، والتي توجد الآن في مكتبة ليلي.

### مكتبة الفنون الجميلة
تأسست أول مكتبة للفنون الجميلة في جامعة إنديانا في أواخر ثلاثينيات القرن العشرين كجزء من المكتب الإداري في الطابق الثاني، الجناح الشرقي لمكتبة الجامعة التي كانت آنذاك في فرانكلين هول. في عام 1941، حدث حدثان مهمان: أصبح مؤرخ الفن هنري رادفورد هوب رئيسًا لقسم الفنون الجميلة في الخريف وتم إنشاء مركز الفنون الجميلة من خلال إعادة تصميم ملحق ميتشل هول. انتقلت مكتبة الفنون الجميلة إلى متحف الفنون بجامعة إنديانا الذي صممه آي إم بي في أغسطس 1981. تم إغلاق هذا الموقع لإجراء تجديدات للمتحف في ربيع عام 2017. توجد معظم مواد الفنون الجميلة حاليًا في الطابق التاسع من مكتبة هيرمان بي ويلز مع وجود العناصر المتبقية نحو الجزء الخلفي من الطابق العاشر.

### مكتبة ويليام وجايل كوك الموسيقية
تخدم مكتبة ويليام وجايل كوك الموسيقية، المعترف بها كواحدة من أكبر المكتبات الموسيقية الأكاديمية في العالم، مدرسة جاكوبس للموسيقى وحرم بلومنجتون بجامعة إنديانا.[بحاجة لمصدر غير أولي] تشغل منشأة من أربعة طوابق بمساحة 55،000 قدم مربع في جناح مكتبة بيس ميشولام سيمون للموسيقى ومركز الحفلات الموسيقية، والتي تم افتتاحها في نوفمبر 1995. تضم المجموعة أكثر من 700،000 عنصر مُفهرس على 56،733 قدمًا طوليًا من الأرفف.
تحتوي مكتبة كوك للموسيقى على العديد من المجموعات الخاصة، بما في ذلك مجموعات الصوت والمطبوعات. تحتوي إحدى المجموعات البارزة على عناصر من استوديو ليونارد بيرنشتاين للتأليف الموسيقي، بما في ذلك عناصر مثل الملابس والأثاث والتسجيلات والكتب والجوائز.

### مكتبات قاعات السكن
بدأت برامج مكتبة قاعات الإقامة في ثلاثينيات القرن العشرين في جامعة هارفارد. وبحلول عام 1978، كان هناك واحد وعشرون مؤسسة بها أنظمة مكتبات سكنية. واليوم، تمتلك جامعة إنديانا برنامجًا واحدًا فقط من برنامجي مكتبة سكنية لا يزالان يعملان. بالإضافة إلى ذلك، واصلت جامعة إنديانا توسيع نظام مكتباتها السكنية، مضيفة أحدث فرع في عام 2017. اعتبارًا من 2018، كان هناك أربعة عشر فرعًا للمكتبة: شقق بريسكوي وكامبوس فيو وكولينز إل إل سي وإيجنمان وفورست وفوستر وماكنوت وريد وسبروس وتيتر يونيون ستريت سنتر وويلز كواد وويلكي ورايت. المكتبات مفتوحة يوميًا أثناء انعقاد الفصول الدراسية. في السابق، كان نصف الفروع يقدم أقراص DVD والأقراص المضغوطة فقط. في عام 2018، تم اتخاذ القرار بجعل جميع فروع المكتبات تقدم الكتب بالإضافة إلى الأفلام والألعاب. تقوم المكتبات بتعيين طلاب الدراسات العليا في برنامج ماجستير علوم المكتبات بجامعة إنديانا للعمل كمشرفين على المركز، والذين يقودون طاقمًا من سبعة مساعدين طلابيين في إدارة المكتبات كل مساء. تتم إضافة مواد جديدة إلى المكتبات كل أسبوع، ويمكن لأي طالب أو عضو في هيئة التدريس بجامعة إنديانا الاطلاع على المواد باستخدام بطاقة كريمزون الخاصة بهم.

## المتاحف

### متحف إسكنازي للفنون

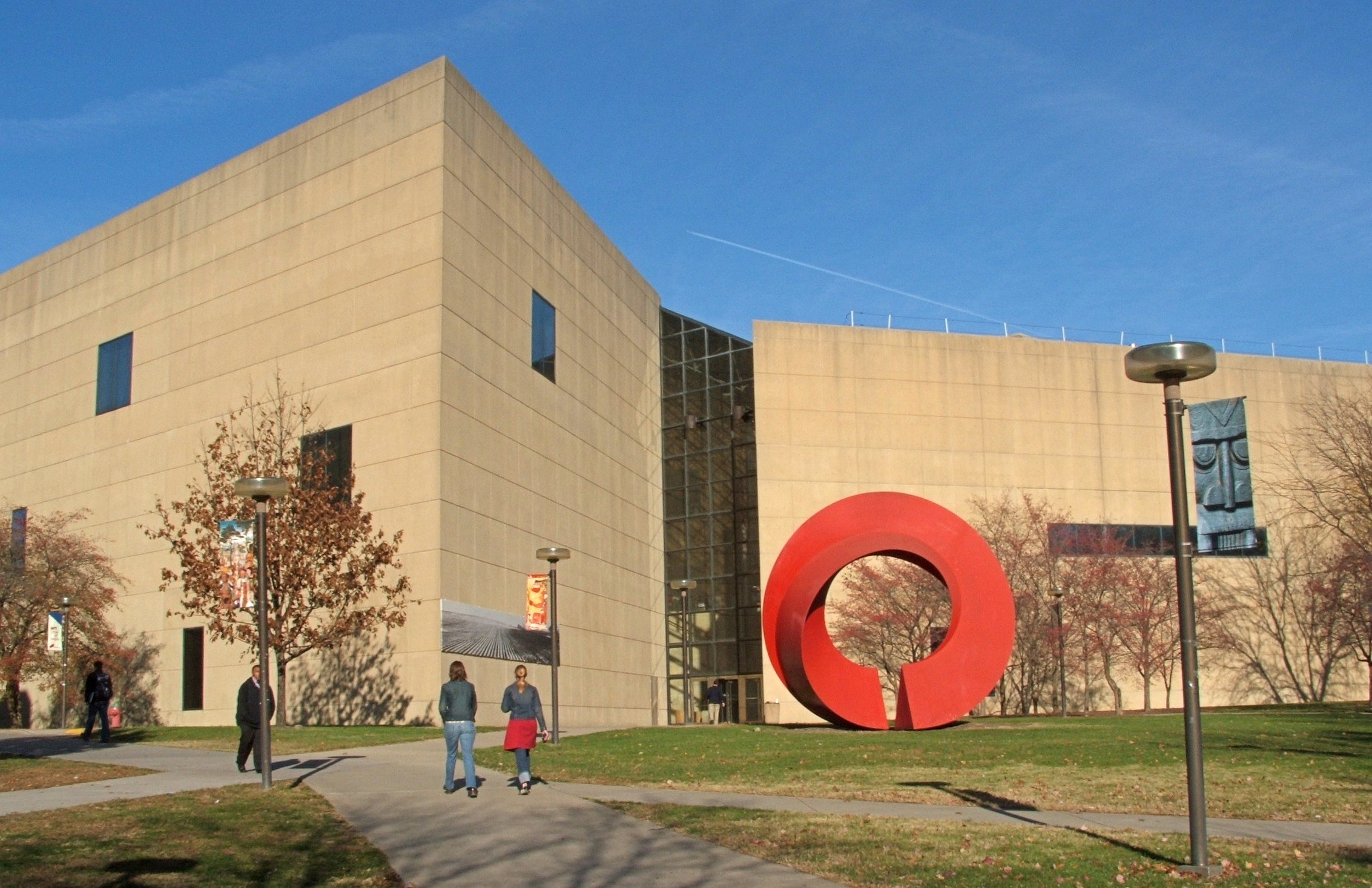
متحف إسكنازي للفنون

تأسس متحف إسكنازي للفنون [الإنجليزية]، المعروف سابقًا باسم متحف جامعة إنديانا للفنون، في عام 1941 ويشغل مبنى صممه مكتب الهندسة المعمارية الشهير عالميًا آي إم بي وشركاؤه منذ عام 1982. يضم المتحف مجموعة تضم أكثر من 40،000 قطعة فنية، بما في ذلك أعمال كلود مونيه ومارسيل دوشامب وبابلو بيكاسو وهنري ماتيس وجاكسون بولوك. يتمتع المتحف بنقاط قوة خاصة في فن إفريقيا وأوقيانوسيا والأمريكتين واليونان القديمة وروما والحداثة الأوروبية. كما يضم مجموعة كبيرة من الأعمال على الورق (المطبوعات والرسومات والصور الفوتوغرافية). تم تصنيف المتحف بشكل روتيني ضمن أفضل متاحف الفن الجامعية في الولايات المتحدة.

### متحف الآثار والأنثروبولوجيا
يتألف متحف الآثار والأنثروبولوجيا التابع لجامعة إنديانا (الذي كان يُعرف سابقًا باسم متحف ماذرز للثقافات العالمية ومختبر جلين إيه بلاك للآثار) من ما يقدر بنحو 5 ملايين قطعة أثرية، و30 ألف قطعة إثنوغرافية، و20 ألف صورة فوتوغرافية، ومكتبة داعمة وأرشيف. تمثل المجموعات ثقافات من كل قارة مأهولة بالسكان في العالم. وقد تم جمع هذه المواد وتنظيمها لخدمة المهمة الأساسية للمتحف كمتحف تعليمي داخل بيئة جامعية. تشمل نقاط القوة في مجموعات الإثنولوجيا الآلات الموسيقية التقليدية، والصور الفوتوغرافية للأمريكيين الأصليين ومجتمع بلومنجتون، ومواد الإنوياك واليوبيك الإسكيمو، وثقافة باوني المادية، وغيرها. تجمع مجموعات الآثار معًا بقايا الثقافات من أقدم الاحتلالات في أمريكا الشمالية حتى العصر الحديث.

### معرض جرونوالد للفنون
معرض جرونوالد للفنون، وهو متحف للفن المعاصر تستضيفه الجامعة. تأسس المعرض في عام 1983 باسم معرض مدرسة فينا للفنون في ما كان في السابق مساحة متحف الفن بالجامعة عندما انتقل هذا المتحف إلى مبنى جديد. يعرض المتحف أعمالًا تجريبية لفنانين ناشئين وراسخين بالإضافة إلى أعمال أعضاء هيئة التدريس والطلاب داخل قسم فن الاستوديو. يقع في 1201 إيست 7 ستريت. تم تسميته تكريمًا لخريج جامعة إنديانا جون أ. جرونوالد في عام 2011. ولد في المجر عام 1935، ونجا من الهولوكوست، وهاجر إلى الولايات المتحدة عام 1950، وتخرج بدرجة في الاقتصاد عام 1956 من جامعة إنديانا حيث التقى بزوجته ريتا. في عام 2017، استضاف متحف الفن معرضًا عن تاريخ فن الوشم في إنديانا.

### اتحاد إنديانا التذكاري
يضم متحف إنديانا التذكاري، بالإضافة إلى استضافة العديد من الفعاليات، أكبر مجموعة عامة من الأعمال الفنية خارج المتاحف. تتراوح الأعمال الفنية داخل المبنى من المنحوتات الثمينة إلى اللوحات.

## الأكاديميون

### القبول الجامعي
صنف التصنيف السنوي لعام 2022 لمجلة يو إس نيوز آند وورد ريبورت جامعة إنديانا بلومنجتون على أنها «أكثر انتقائية». بالنسبة لفئة 2027 (المسجلين في خريف 2023)، تلقت إنديانا 54،279 طلبًا وقبلت 43624، أو 80.37 بالمائة. من بين المقبولين، التحق 9550، بمعدل عائد (نسبة الطلاب المقبولين الذين اختاروا الالتحاق بالجامعة) 21.89 بالمائة. يبلغ معدل الاحتفاظ بالطلاب الجدد في إنديانا 90.3 بالمائة، حيث يتخرج 80.9 بالمائة في غضون ست سنوات.
من بين 41% من طلاب السنة الأولى الجدد الذين قدموا درجات اختبار سات؛ كانت الدرجات المركبة المتوسطة 50% تتراوح بين 1180 و1380. ومن بين 16% من طلاب السنة الأولى المسجلين في عام 2023 الذين قدموا درجات اختبار إيه سي تي [الإنجليزية]؛ كانت الدرجات المركبة المتوسطة 50% تتراوح بين 27 و32. وكان متوسط المعدل التراكمي في المدرسة الثانوية 3.78.
جامعة إنديانا بلومنجتون هي إحدى الكليات الراعية لبرنامج المنح الدراسية الوطنية للاستحقاق ورعت 56 جائزة منحة دراسية وطنية للاستحقاق في عام 2020. في العام الدراسي 2020–2021، حصل 68 طالبًا جديدًا على جائزة الاستحقاق الوطني.
| العرق والانتماء العرقي | المجموع | المجموع |
| ---------------------- | ------- | ------- |
| بيض                    | 68%     | 68      |
| آسيويون                | 9%      | 9       |
| هسبان                  | 8%      | 8       |
| مواطنون أجنبيون        | 5%      | 5       |
| أخرى                   | 5%      | 5       |
| سود                    | 4%      | 4       |
| التنوع الاقتصادي       |         |         |
| ذوي الدخل المنخفض      | 18%     | 18      |
| الأثرياء               | 82%     | 82      |

اعتبارًا من عام 2023، كانت أكبر خمس مقاطعات في إنديانا من حيث الالتحاق بجامعة إنديانا هي هاميلتون (كارمل وفيشرز ونوبلزفيل) مع 3،813 طالبًا، وماريون (إنديانابوليس) مع 2،883 طالبًا، ومونرو (بلومنجتون) مع 2،360 طالبًا، ولايك (غاري) مع 1501 طالبًا، وألين (فورت واين) مع 1،266 طالبًا.

### الترتيب والسمعة
جامعة إنديانا هي واحدة من 62 عضوًا في رابطة الجامعات الأمريكية، وهي منظمة تضم جامعات الأبحاث الرائدة في أمريكا الشمالية. وقد أطلق عليها اسم جامعة آيفي العامة.
صنف التصنيف الأكاديمي لجامعات العالم جامعة إنديانا بلومنجتون في المرتبة 101–150 على مستوى العالم و49–60 على المستوى الوطني في عام 2017. بالإضافة إلى ذلك، صنفت جامعة إنديانا بلومنجتون في المرتبة 16 على مستوى العالم في إدارة الأعمال، والسابعة على مستوى العالم في الاتصالات، والخامسة على مستوى العالم في الإدارة العامة، والثانية على مستوى العالم في علوم المكتبات والمعلومات. صنفت يو إس نيوز جامعة إنديانا في المرتبة 26 من بين أفضل الجامعات العامة في الولايات المتحدة. صنفت فوربس جامعة إنديانا في المرتبة 20 من بين الجامعات العامة.

#### المدارس والبرامج
| برنامج                     | الترتيب |
| -------------------------- | ------- |
| السمعيات                   | 12      |
| العلوم البيولوجية          | 37      |
| الأعمال                    | 20      |
| الكيمياء                   | 38      |
| علم النفس السريري          | 10      |
| علوم الكمبيوتر             | 50      |
| علم الجريمة                | 26      |
| علوم الأرض                 | 42      |
| الاقتصاد                   | 38      |
| التعليم                    | 34      |
| الإنجليزية                 | 24      |
| ريادة الأعمال              | 7       |
| الفنون الجميلة             | 32      |
| التاريخ                    | 21      |
| القانون                    | 42      |
| دراسات المكتبات والمعلومات | 9       |
| الرياضيات                  | 34      |
| الفيزياء                   | 50      |
| العلوم السياسية            | 28      |
| علم النفس                  | 23      |
| الشؤون العامة              | 2       |
| الصحة العامة               | 38      |
| علم الاجتماع               | 16      |
| أمراض النطق واللغة         | 14      |
| الإحصائيات                 | 54      |

حصلت جامعة إنديانا بلومنجتون على المركز الثالث عشر في مجال الاتصالات في تصنيف شنغهاي العالمي للمواد الأكاديمية لعام 2022.
احتلت مدرسة جاكوبس للموسيقى المرتبة الأولى في البلاد، بالتساوي مع مدرسة جوليارد ومدرسة إيستمان للموسيقى من قبل يو إس نيوز في عام 2009. ومنذ ذلك الحين لم تنشر يو إس نيوز تصنيفًا لمدرسة موسيقى. صنفت هوليوود ريبورتر مدرسة جاكوبس للموسيقى في المرتبة الرابعة في عام 2016. صنفت ميوزيك سكول سنترال مدرسة جاكوبس في المرتبة الأولى في البلاد في عام 2014.
في تصنيفاتها لعام 2017، صنفت يو إس نيوز برنامج البكالوريوس في المرتبة التاسعة على مستوى الدولة وبرنامج ماجستير إدارة الأعمال في المرتبة الحادية والعشرين على مستوى الولايات المتحدة، مع احتلال برنامج ماجستير إدارة الأعمال عبر الإنترنت المرتبة الثالثة. صنفت بيزنس ويك برنامج البكالوريوس في المرتبة الثامنة في عام 2014 (الثالثة بين المدارس العامة) وبرنامج الدراسات العليا في المرتبة الخامسة عشرة على مستوى الدولة في عام 2008 والرابع بين المدارس العامة. كما منحت بيزنس ويك برنامج البكالوريوس درجة أ في التدريس ودرجة أ+ في خدمات التوظيف. في عام 2016، صنفت بيزنس ويك برنامج البكالوريوس في المرتبة الرابعة على مستوى الدولة، والمرتبة الأولى بين الجامعات العامة. صنفت مجلة بوتس آند كوانتس كلية كيلي لإدارة الأعمال في المرتبة السابعة على مستوى الدولة والمرتبة الثانية بين المدارس العامة في تصنيفها لعام 2016 لـ«أفضل كليات إدارة الأعمال الجامعية» في المرتبة السابعة على مستوى الدولة والمرتبة الثانية بين المدارس العامة. في تصنيفها لعام 2012، صنفت Poets & Quants أيضًا برنامج ماجستير إدارة الأعمال في كيلي في المرتبة الخامسة على مستوى الدولة في إنتاج ستة رؤساء تنفيذيين من شركات فورتشن 500. في عام 2017، صنفت مجلة ذي إيكونوميست برنامج ماجستير إدارة الأعمال في المرتبة 17 على مستوى الدولة، والمرتبة 22 على مستوى العالم. وقد احتل المرتبة السابعة من حيث النسبة المئوية للزيادة عن راتب ما قبل ماجستير إدارة الأعمال.
في تصنيفات يو إس نيوز آند وورد ريبورت لعام 2016، احتلت كلية مورير للقانون المرتبة 25 على مستوى البلاد بين كليات الحقوق.
تم تصنيف كلية التربية في المرتبة 25 على مستوى البلاد من قبل يو إس نيوز آند وورد ريبورت في تصنيفاتها لعام 2016.
تم تصنيف قسم المعلومات وعلوم المكتبات بجامعة إنديانا من قبل يو إس نيوز آند وورد ريبورت والتقرير العالمي في عام 2016 باعتباره ثامن أفضل برنامج في البلاد. كما تم تصنيفه في المرتبة الأولى في الإنتاجية العلمية من خلال دراسة أجريت عام 2006 ونشرت في مجلة البحث في علوم المكتبات والمعلومات.
في تصنيفاتهم لعام 2016، صنفت مجلة يو إس نيوز آند وورلد ريبورت كلية أونيل للشؤون العامة والبيئية في المرتبة الأولى على مستوى الدولة، مع تصنيف خمسة من برامجها ضمن أفضل 10 برامج: السياسة البيئية والإدارة في المرتبة الأولى، وإدارة المنظمات غير الربحية والقيادة في المرتبة الأولى، والمالية العامة والميزانية في المرتبة الأولى، وإدارة الإدارة العامة في المرتبة الثالثة، وتحليل السياسات العامة في المرتبة السابعة. لا توجد تصنيفات مماثلة حتى الآن لمدارس الدراسات العليا في العلوم البيئية أو المدارس الجامعية في الشؤون العامة أو العلوم البيئية. وفقًا لتصنيف شنغهاي العالمي للأكاديمية لعام 2020 للمواد، تعد كلية أونيل للشؤون العامة والبيئية ثاني أعلى مؤسسة تصنيفًا في العالم للإدارة العامة. أيضًا في عام 2020، صنفت مجلة يو إس نيوز آند وورلد ريبورت برنامج الماجستير في الإدارة العامة في كلية أونيل للشؤون العامة والبيئية في المرتبة الأولى في الدولة.
تحتل كلية التمريض بجامعة إنديانا المرتبة الثامنة بين الجامعات العامة التي تتلقى تمويلاً من المعاهد الوطنية للصحة. يتخرج ما يقرب من أربعين بالمائة من الممرضات المحترفات الحاصلات على درجة البكالوريوس في إنديانا من كلية التمريض بجامعة إنديانا كل عام.[بحاجة لمصدر] في عام 2017، صنفت مجلة يو إس نيوز آند وورد ريبورت كلية التمريض بجامعة إنديانا في المرتبة الثامنة والعشرين لبرنامج درجة الماجستير والثالثة والعشرين لدرجة دكتوراه في ممارسة التمريض بين الكليات والجامعات الأمريكية؛ واحتل برنامج الدراسات العليا عبر الإنترنت المرتبة التاسعة والثلاثين.

### المدارس والكليات

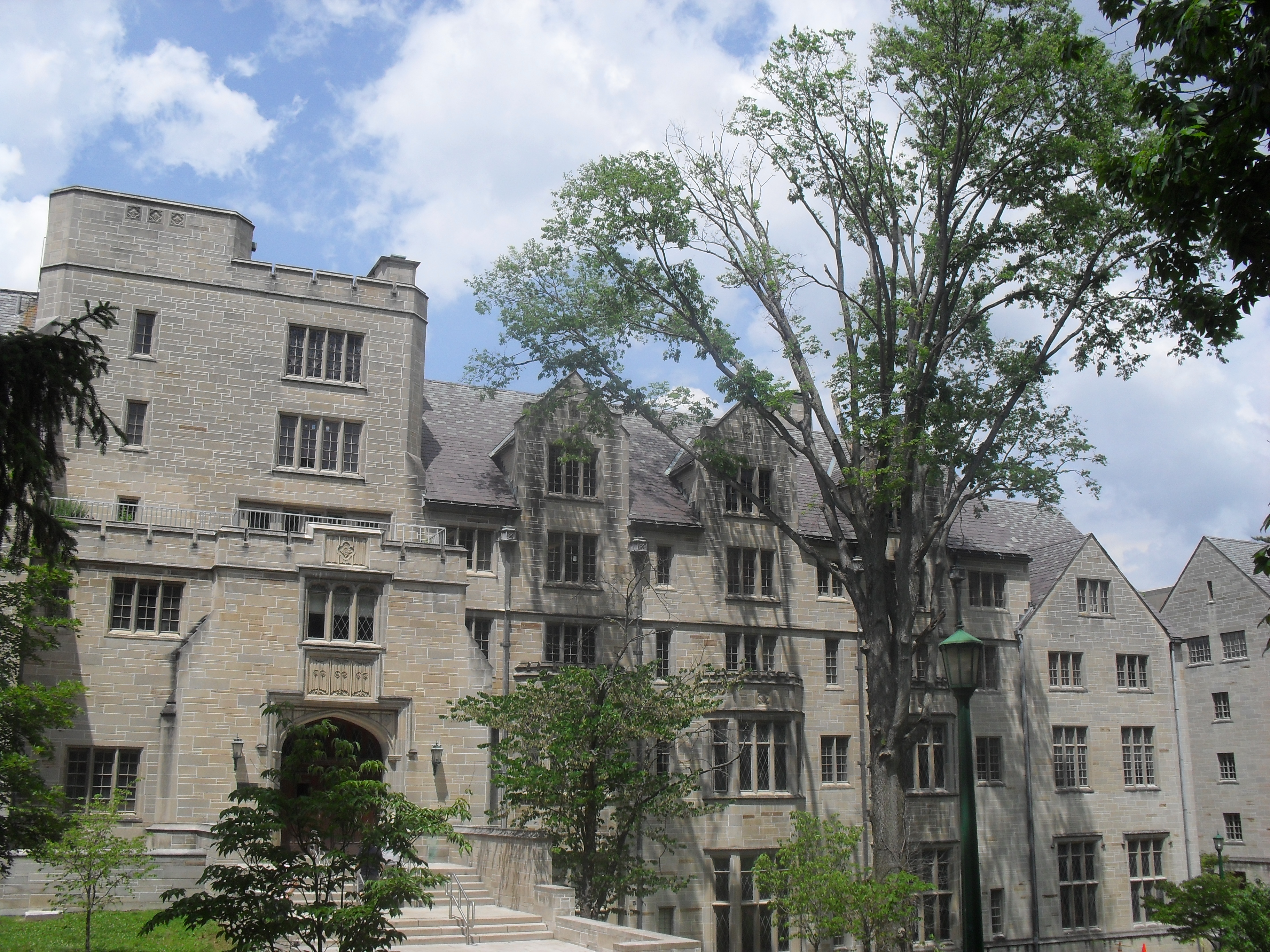
قاعة موريسون

يشرف مكتب العميد على البرامج الأكاديمية والبحوث والسياسات الخاصة بـ 16 مدرسة في حرم جامعة إنديانا بلومنجتون. تقدم هذه الوحدات مجتمعة أكثر من 550 برنامجًا فرديًا للحصول على درجة علمية وتخصصًا.

#### كلية الآداب والعلوم

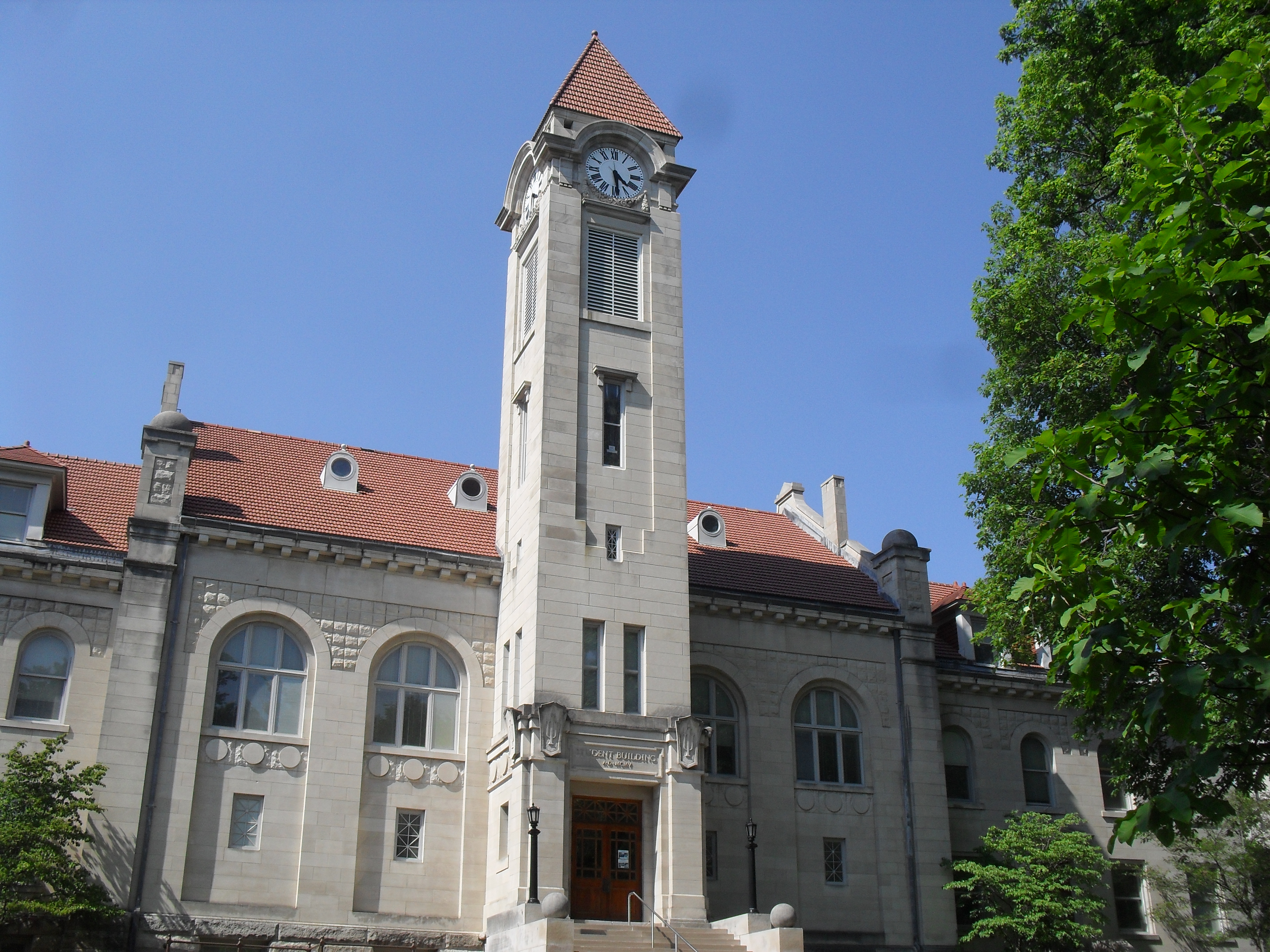
مبنى الطلاب، موطن أقسام الأنثروبولوجيا والجغرافيا

كلية الآداب والعلوم هي أكبر الأقسام الأكاديمية في الجامعة وتضم أكثر من 40 بالمائة من طلابها الجامعيين. كما تقدم الكلية العديد من الدورات الاختيارية والتعليم العام للطلاب المسجلين في معظم المدارس الأخرى في الحرم الجامعي. يوجد أكثر من 50 قسمًا أكاديميًا في الكلية، تشمل مجموعة واسعة من التخصصات من التقليدية (مثل الأنثروبولوجيا والفن والأحياء والكيمياء والكلاسيكيات والإنجليزية والتاريخ والرياضيات والفلسفة والفيزياء والعلوم السياسية وعلم النفس) إلى مجالات أكثر حداثة وتخصصًا، بما في ذلك الدراسات اليهودية والأدب المقارن وتاريخ وفلسفة العلوم والدراسات الدولية. من خلال الكلية، تقدم جامعة إنديانا أيضًا التعليم بأكثر من 50 لغة أجنبية، وهي واحدة من أكبر عروض دراسة اللغات في أي جامعة أمريكية. جامعة إنديانا هي الجامعة الوحيدة في البلاد التي تقدم درجة في المجرية (على الرغم من أنها كانت من خلال برنامج التخصص الفردي) وهي أول جامعة في الولايات المتحدة تقدم درجة الدكتوراه في دراسات النوع. يضم قسم الجغرافيا برامج معترف بها للغاية في المناخ والتغير البيئي، ونظم المعلومات الجغرافية، والتفاعل بين الإنسان والبيئة، والجغرافيا البشرية. كما تضم جامعة إنديانا القسم الوحيد الذي يمنح الدرجات العلمية في البلاد في دراسات أوراسيا الوسطى. وكان كتالوج الجامعة يتفاخر في وقت ما بأن الطالب يمكنه دراسة أي لغة من الأكان إلى الازولو. تعد الكلية القسم الرئيسي لخمسة عشر معهدًا بحثيًا فرديًا وهي القسم الأكاديمي الوحيد داخل الجامعة الذي يضم مدارس مستقلة (كلية الفنون والتصميم، وكلية الدراسات العالمية والدولية، وكلية الإعلام) داخلها. كما تضم الكلية قسم الفولكلور والإثنوموسيقى، وهو أول قسم أكاديمي تم إنشاؤه رسميًا في الفولكلور في أي جامعة بالولايات المتحدة والقسم الوحيد من هذا النوع الذي يدمج هاتين الممارستين في مجال واحد. كما تضم جامعة إنديانا جهازًا عالميًا لتدوير المسرع الدوراني يديره قسم الفيزياء. وتضم الكلية أيضًا قسم المسرح والدراما والرقص المعاصر بجامعة إنديانا والذي يمنح درجة البكالوريوس في المسرح، ودرجة البكالوريوس في الرقص المعاصر، ودرجة الماجستير في الفنون الجميلة في التمثيل أو الإخراج أو كتابة المسرحيات أو التصميم/التكنولوجيا، ودرجة البكالوريوس في المسرح الموسيقي. وفي عام 2009، أصبحت إلينور أوستروم، أستاذة العلوم السياسية، أول امرأة تفوز بجائزة نوبل في العلوم الاقتصادية منذ إنشائها في عام 1969.تمت إضافة دورات الكيمياء لأول مرة إلى المنهج الدراسي في عام 1829 بواسطة أندرو وايلي، رئيس جامعة إنديانا في ذلك الوقت (1829–1851). تم منح أول درجات في الكيمياء في عام 1890. لم يتم إنشاء كلية الدراسات العليا في جامعة إنديانا رسميًا حتى عام 1904 ولكن بعد فترة وجيزة، كانت خطة للدراسات العليا في الكيمياء جارية. ومع ذلك، لم يتم منح أول درجة دكتوراه في الكيمياء حتى عام 1921.
تضم مدرسة إسكنازي للفنون والهندسة المعمارية والتصميم أربعة عشر مجالاً مختلفاً في الفن والهندسة المعمارية والتصميم والتسويق.
مدرسة هاملتون لوغار للدراسات العالمية والدولية هي مدرسة للشؤون الدولية تتألف من أكثر من 500 طالب من أربعة أقسام أكاديمية وواحد وعشرين معهدًا ومركزًا. كما تدير ورشة عمل اللغات الصيفية بجامعة إنديانا.

##### مدرسة الإعلام

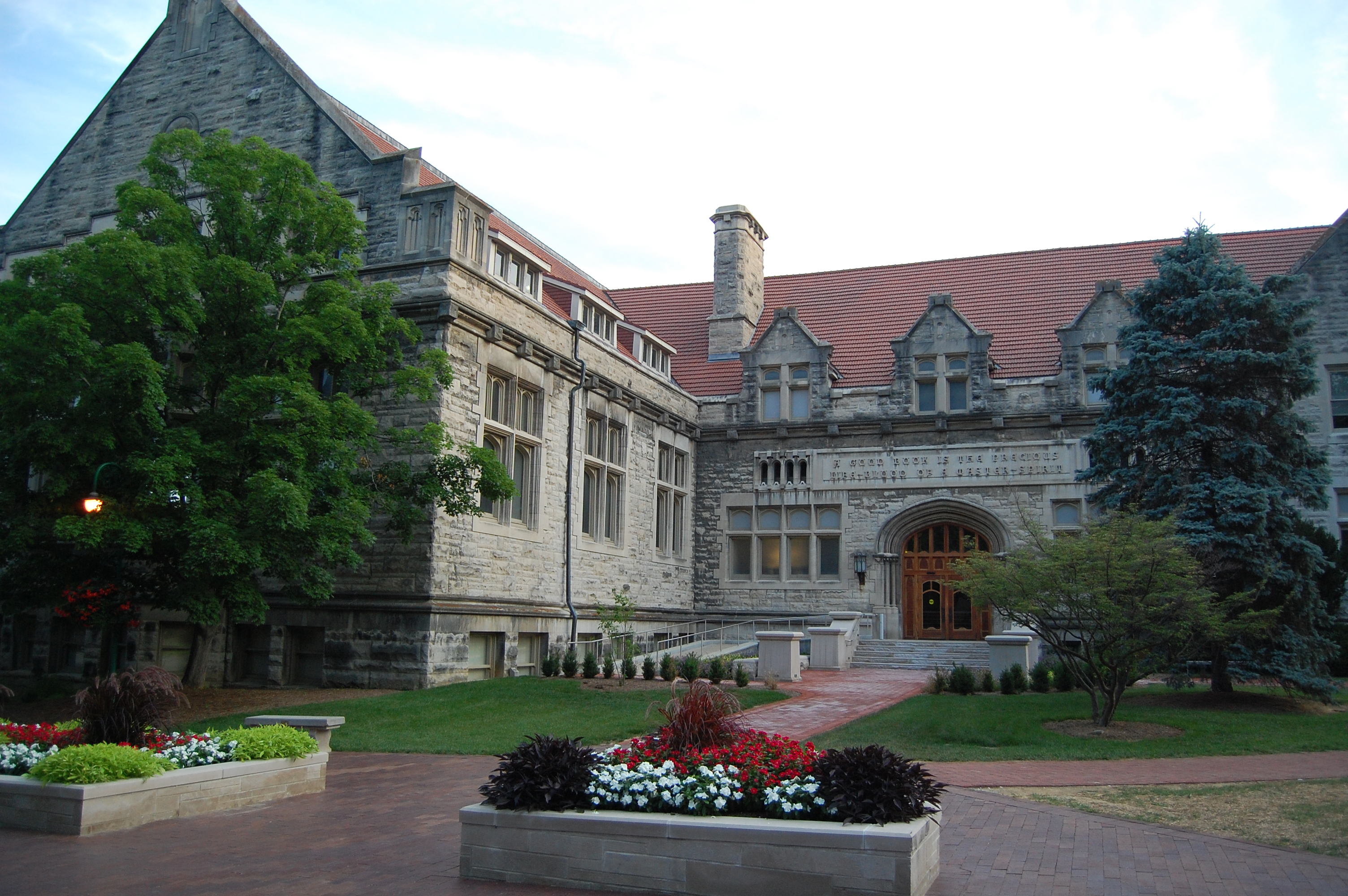
فرانكلين هول، كلية الإعلام

تأسست كلية الإعلام في الأول من يوليو عام 2014، لتجمع بين برامج الصحافة والاتصالات ودراسات الأفلام في جامعة إنديانا. تقع الكلية تحت إشراف كلية الآداب والعلوم، واعتبارًا من سبتمبر 2023 يرأسها العميد ديفيد تولشينسكي. يدرس أعضاء هيئة التدريس في مجالات علوم الاتصال والسينما ودراسات الإعلام والفنون الإعلامية والإنتاج والصحافة. تقدم كلية الإعلام درجات جامعية في الصحافة والإعلام والفنون السينمائية وتصميم الألعاب. كما تقدم الكلية درجات عليا في الإعلام والفنون الإعلامية والعلوم. يتوفر عدد من التخصصات الفرعية والشهادات. تقع الكلية في المقام الأول في فرانكلين هول، موطن للعديد من مرافق إنتاج الوسائط. يعد مبنى الإذاعة والتلفزيون جزءًا إضافيًا من الكلية. تضم كلية الإعلام مركز مايكل آي أرنولت للصحافة الاستقصائية، ومركز الأرشيف والفيلم الأسود، ومركز البحث والممارسة الوثائقية. تشمل منظمات وسائل الإعلام الطلابية صحيفة إنديانا ديلي ستودنت، ونقابة السينما الطلابية، وإذاعة دبليو آي يو إكس بيور ستودينت، وتلفزيون طالب جامعة إنديانا، وجمعية العلاقات العامة الطلابية في أمريكا.

#### كلية كيلي لإدارة الأعمال

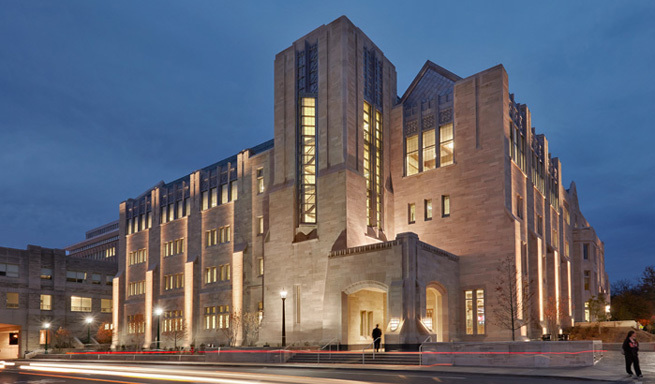
هودج هول، كلية كيلي لإدارة الأعمال

تأسست كلية كيلي لإدارة الأعمال في عام 1920 باعتبارها كلية التجارة والمالية التابعة للجامعة. يوجد حوالي 6100 طالب مسجلين في درجات البكالوريوس والدراسات العليا في المحاسبة ونظم المعلومات، وبرامج ماجستير إدارة الأعمال والدكتوراه، وفي برنامج الدرجات العلمية عبر الإنترنت، «كيلي دايركت». تتعاون كيلي مع شركة سكوتس ميراكل–جرو لتقديم ماركات بلومنجتون، وهو برنامج فريد من نوعه للعمل والدراسة لطلاب البكالوريوس وطلاب ماجستير إدارة الأعمال. يحصل الطلاب المشاركون على خبرة إدارة العلامات التجارية في العالم الحقيقي من خلال إدارة العلامة التجارية غذاء نباتي أوزموكوت بموجب عقد مع سكوتس. تتعاون كيلي أيضًا مع شركة كوكا كولا في برنامج يسمى معهد الأعمال العالمية والذي يتوفر في الشرق الأوسط وشمال إفريقيا وآسيا. هذا برنامج تم تصميمه للسماح لمجموعات مختارة من الطلاب في البلدان المشاركة بالتعرف على الأعمال التجارية من سياق الثقافة الأمريكية.

#### كلية التربية
كانت كلية التربية، التي كانت في السابق جزءًا من كلية الآداب والعلوم، مستقلة منذ عام 1923. وهي واحدة من أكبر كليات التربية في الولايات المتحدة، وتقدم مجموعة من الدرجات العلمية في التعليم المهني: درجة البكالوريوس في تعليم المعلمين المؤدية إلى رخصة التدريس، ودرجة الماجستير، ودرجة أخصائي التعليم، والدكتوراه.

#### كلية لودي لعلوم المعلومات والحوسبة والهندسة

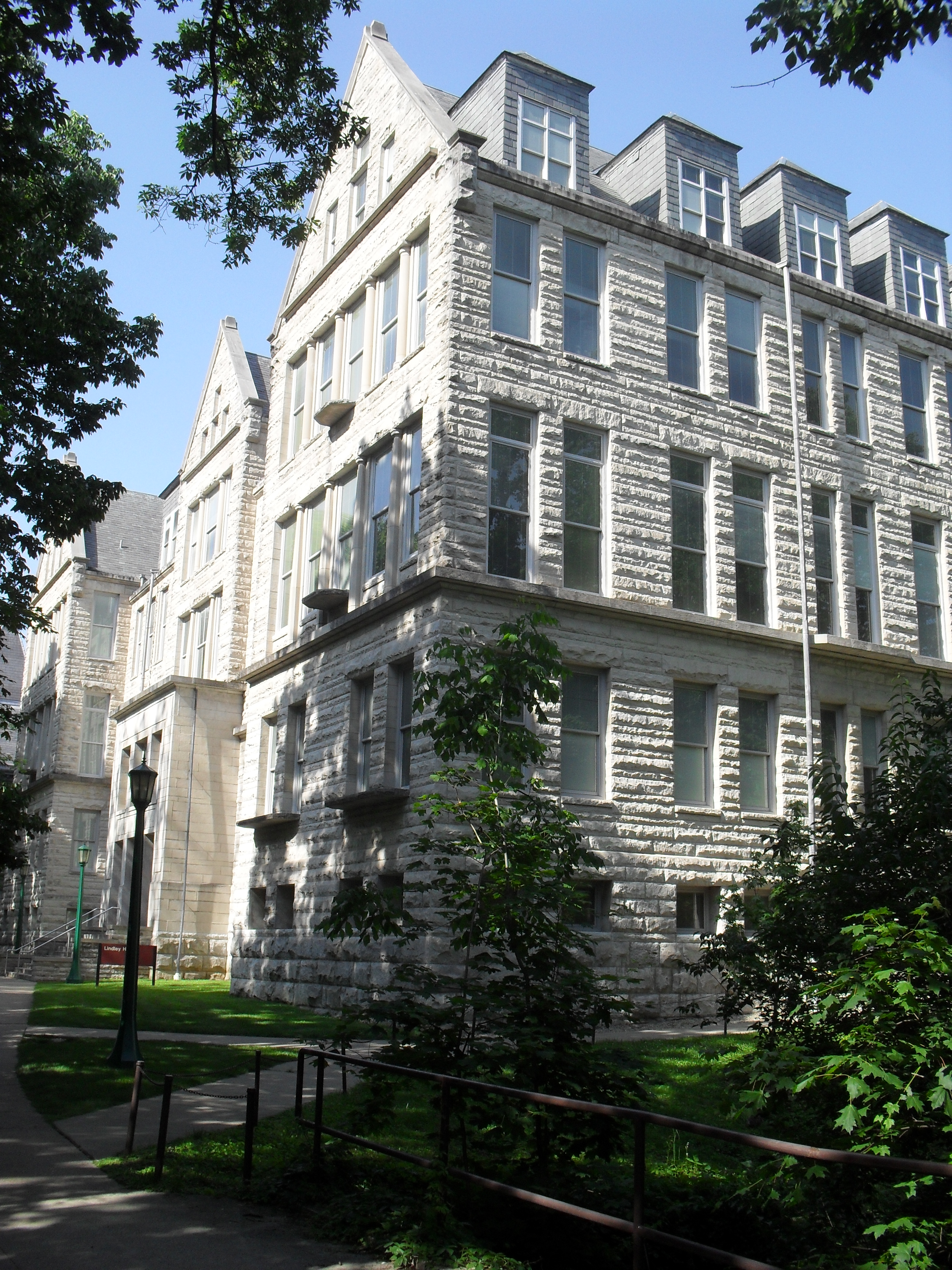
ليندلي هول، المقر السابق لقسم علوم الكمبيوتر

في عام 1999، تأسست كلية علوم المعلومات بجامعة إنديانا كبيئة لأساتذة الأبحاث والطلاب لتطوير استخدامات جديدة لتكنولوجيا المعلومات لحل مشاكل محددة في مجالات متنوعة مثل علم الأحياء والفنون الجميلة والاقتصاد. كانت هذه أول كلية لعلوم المعلومات تأسست في الولايات المتحدة. في عام 2005، انتقل قسم علوم الكمبيوتر من كلية الآداب والعلوم إلى كلية علوم المعلومات، مما دفع المدرسة إلى توسيع اسمها إلى «كلية علوم المعلومات والحوسبة». أدت هذه الخطوة إلى دمج العديد من أعضاء هيئة التدريس، مما رفع إجمالي أعضاء هيئة التدريس الأساسيين إلى أكثر من 100. في عام 2015، قدمت جامعة إنديانا اقتراحًا إلى لجنة إنديانا للتعليم العالي لإنشاء برنامج هندسة. حاولت جامعة بيردو منع الاقتراح، لكن اللجنة رفضته، وأقرت الاقتراح بالإجماع. بعد الموافقة، في عام 2016، تم إنشاء قسم هندسة الأنظمة الذكية الجديد كجزء من كلية المعلوماتية والحوسبة، وتم تغيير اسمه مرة أخرى، هذه المرة إلى «كلية المعلوماتية والحوسبة والهندسة»، والتي يشار إليها عادةً باسم (بالإنجليزية: SICE). بعد فترة وجيزة، وافقت جامعة إنديانا على بناء منشأة جديدة بقيمة 39.8 مليون دولار لإيواء المدرسة التي أعيدت تسميتها، والتي سميت قاعة لودي، على اسم الخريج فريد لودي. افتتحت قاعة لودي أبوابها في يناير 2018. كما أن لقسم المعلوماتية علاقات قوية بكلية الإعلام ومدرسة جاكوبس للموسيقى وبرنامج العلوم الإدراكية.
تعد المدرسة واحدة من عدد قليل من الكليات التي تقدم درجات علمية في التفاعل بين الإنسان والحاسوب. تقدم المدرسة درجات الماجستير في تصميم التفاعل بين الإنسان والحاسوب، وعلم المعلومات الموسيقية، وعلم المعلومات الحيوية، وعلم المعلومات الكيميائية، وعلم المعلومات الأمنية، وهندسة الأنظمة الذكية، وعلوم الحاسوب، ودرجات الدكتوراه في علوم الكمبيوتر، وعلم المعلومات، وهندسة الأنظمة الذكية. تشمل مجالات التخصص في درجة الدكتوراه في علوم الكمبيوتر الذكاء الاصطناعي، وقواعد البيانات، والحوسبة الموزعة، والأساليب الرسمية، والحوسبة عالية الأداء، ولغات البرمجة، والأمن. يقدم برنامج الدكتوراه في المعلوماتية مسارات في علم المعلومات الحيوية، وعلم المعلومات الكيميائية، والأنظمة المعقدة، وتصميم التفاعل بين الإنسان والحاسوب، والأسس المنطقية والرياضية لعلم المعلومات، وعلم المعلومات الموسيقية، وعلم المعلومات الأمنية، وعلم المعلومات الاجتماعية.
تضم المدرسة أربعة أقسام، وهي: علم المعلومات، وهندسة الأنظمة الذكية، وعلوم الكمبيوتر، وعلوم المعلومات والمكتبات. تقع كلية علوم المكتبات والمعلومات في الطابق الأرضي من برج مكتبة ويلز الغربي. في أبريل 2012، بدأت ما كانت تُعرف سابقًا بكلية علوم المكتبات والمعلومات وكلية علوم المعلومات والحوسبة في جامعة إنديانا مناقشة حول اندماج محتمل للمدرستين. وافق مجلس أمناء جامعة إنديانا على الاندماج في 22 أكتوبر 2012. في يوليو 2013، اندمجت كلية علوم المعلومات وكلية علوم المكتبات والمعلومات في جامعة إنديانا في كلية واحدة: كلية علوم المعلومات والحوسبة في جامعة إنديانا.

#### كلية مورير للقانون

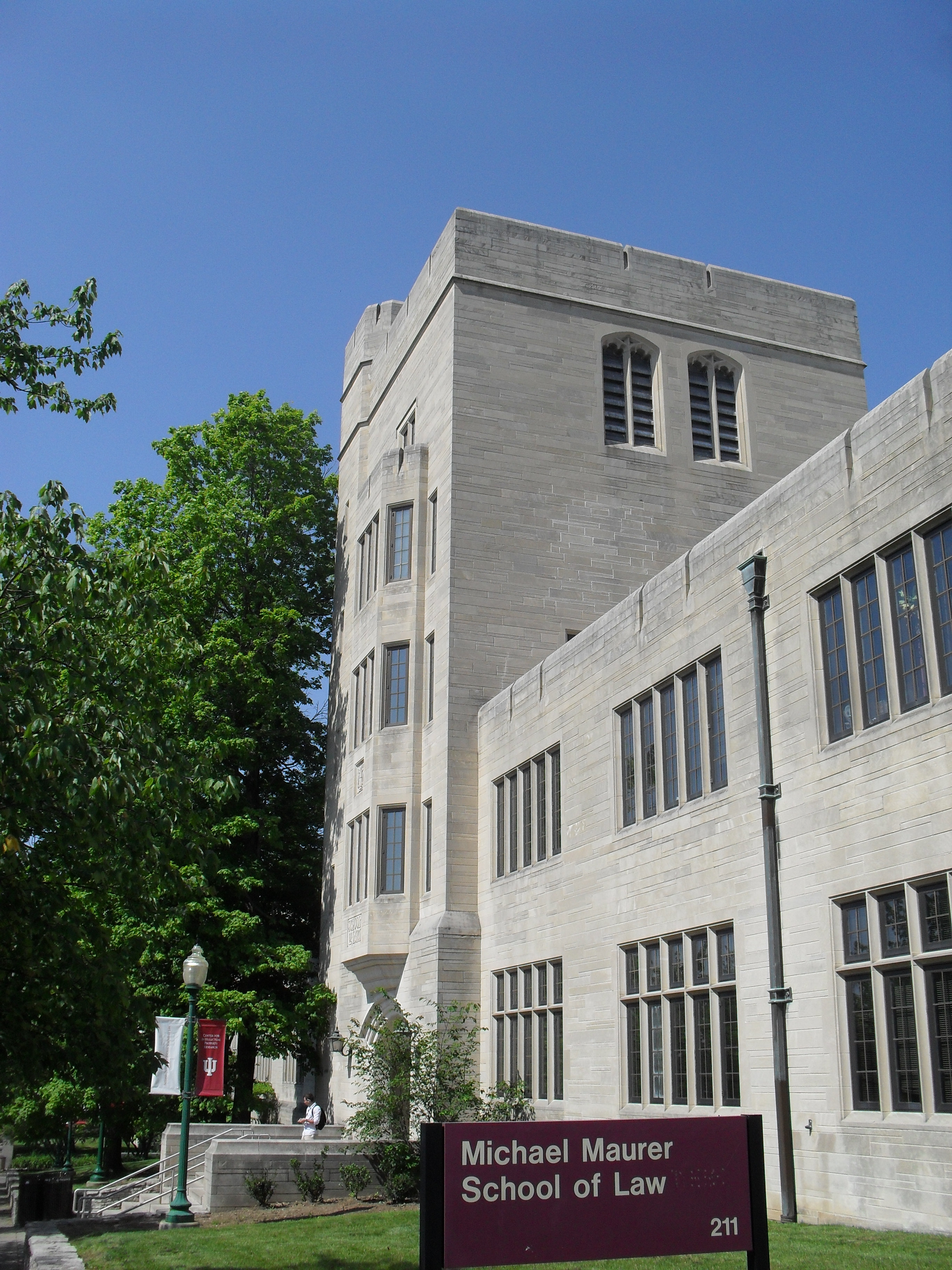
المبنى الرئيسي لكلية مورير للقانون

تأسست كلية مورير للقانون عام 1842، وهي واحدة من أقدم المدارس في حرم بلومنجتون. في 4 ديسمبر 2008، تمت إعادة تسمية كلية الحقوق إلى كلية مايكل مورير للقانون. في عام 2000، ترأس رئيس المحكمة العليا آنذاك ويليام رينكويست محاكمة صورية للملك هنري الثامن في قاعة المحكمة الصورية بالمدرسة. ومن بين خريجي كلية الحقوق البارزين كاتب الأغاني هوجى كارمايكل، ونائب رئيس لجنة 11 سبتمبر والنائب السابق لي هاملتون.

#### كلية الطب – بلومنجتون
تعود جذور كلية الطب بجامعة إنديانا إلى بلومنجتون، حيث أسسها الرئيس ويليام لو برايان عام 1903. في البداية، كانت تُقدم هناك أول عامين فقط من التعليم الطبي. وكان مطلوبًا من الطلاب أن يأخذوا العامين الأخيرين في كلية طب خاصة منفصلة في إنديانابوليس، وهي كلية الأطباء والجراحين الحكومية، مع منحهم درجة دكتور في الطب من جامعة إنديانا في نهاية تعليمهم. انتقل الحرم الجامعي الرئيسي لكلية الطب إلى إنديانابوليس عام 1908 بعد حل نزاع مع كلية الطب بجامعة بيرديو حول الكلية التي لديها السلطة القانونية لإنشاء كلية طب هناك. بعد ذلك، يمكن للطلاب إكمال السنوات الأربع في الحرم الجامعي الرئيسي في إنديانابوليس أو البقاء في بلومنجتون لمدة عامين.
تم تشييد مبنى كلية الطب في بلومنجتون في عام 1937 باستخدام أموال من إدارة تقدم الأعمال. في عام 1958، تم الانتهاء من مبنى العلوم الطبية في فان نويس في إنديانابوليس، وتم نقل جميع التعليم الطبي هناك. وبالتالي تمت إعادة تسمية مبنى العلوم الطبية في بلومنجتون باسم مايرز هول، تكريمًا لعميد كلية الطب بيرتون د. مايرز. لعدم رغبته في تركه دون استخدام، أنشأ الرئيس هيرمان ب. ويلز برنامجًا يجمع بين أول عامين من التعليم الطبي مع درجة الماجستير أو الدكتوراه. انتقل حوالي نصف أعضاء هيئة التدريس في كلية الطب في بلومنجتون، مع تشكيل النصف المتبقي لقسم التشريح وعلم وظائف الأعضاء في جامعة إنديانا بلومنجتون.
في أوائل الستينيات، دفع النقص المتوقع في الأطباء الأمريكيين بعض المشرعين في الولاية إلى الدعوة إلى إنشاء كلية طب ثانية على مستوى الولاية. وبدلاً من مواجهة المنافسة، اقترحت جامعة إنديانا إنشاء نظام كلية طب على مستوى الولاية تحت سيطرتها. وبالتالي استؤنف التعليم الطبي في مايرز هول. كما أطلقت جامعة إنديانا برامج تجريبية في عام 1968 في بيرديو وجامعة نوتر دام حيث يكمل الطلاب أول عامين من التعليم الطبي قبل الانتقال إلى إنديانابوليس. تم قبول اقتراح جامعة إنديانا من قبل الهيئة التشريعية للولاية في عام 1971، وبحلول عام 1981 كانت ثمانية فروع إقليمية لجامعة إنديانابوليس تقدم السنة الأولى على الأقل من التعليم الطبي. وبحلول عام 1990، كانت كل فروع الحرم الإقليمي تقدم أول عامين، وبسبب موارد بلومنجتون، كانت قادرة على قبول ضعف عدد الطلاب باعتبارها ثاني أكبر موقع إقليمي.
في عام 2002، قامت كلية الطب بجامعة إنديانا–بلومنجتون بتبادل المساحات مع معهد إنديانا للبيولوجيا الجزيئية استجابة للاحتياجات المتزايدة لكلا المؤسستين، حيث انتقلت المدرسة إلى مساحة معدلة في الطابق السفلي من قاعة جوردان، والمعروفة الآن ببساطة باسم مبنى الأحياء.
وبسبب دعوة أخرى للأطباء في أوائل العقد الأول من القرن الحادي والعشرين، بدأت كلية الطب بجامعة إنديانا في توسيع نطاق التعليم الطبي في حرمها الإقليمي ليشمل جميع السنوات الأربع. وبحلول عام 2014، اكتملت العملية.
في عام 2021، انتقلت كلية الطب بجامعة إنديانا–بلومنجتون، وحرم كلية التمريض وكلية العمل الاجتماعي في بلومنجتون، وقسم علوم النطق واللغة والسمع في جامعة إنديانا بلومنجتون إلى مبنى العلوم الصحية الذي تم تشييده حديثًا، وهو جزء من المركز الصحي الأكاديمي الإقليمي (الذي يُنطق «راك»). يضم المركز الصحي الأكاديمي الإقليمي أيضًا مستشفى كلية إنديانا هيلث بلومنجتون. يقع المركز الصحي الأكاديمي الإقليمي شمال شرق الحرم الجامعي، في زاوية طريق إيست ديسكفري باركواي وطريق الولاية 45.

#### مدرسة جاكوبس للموسيقى

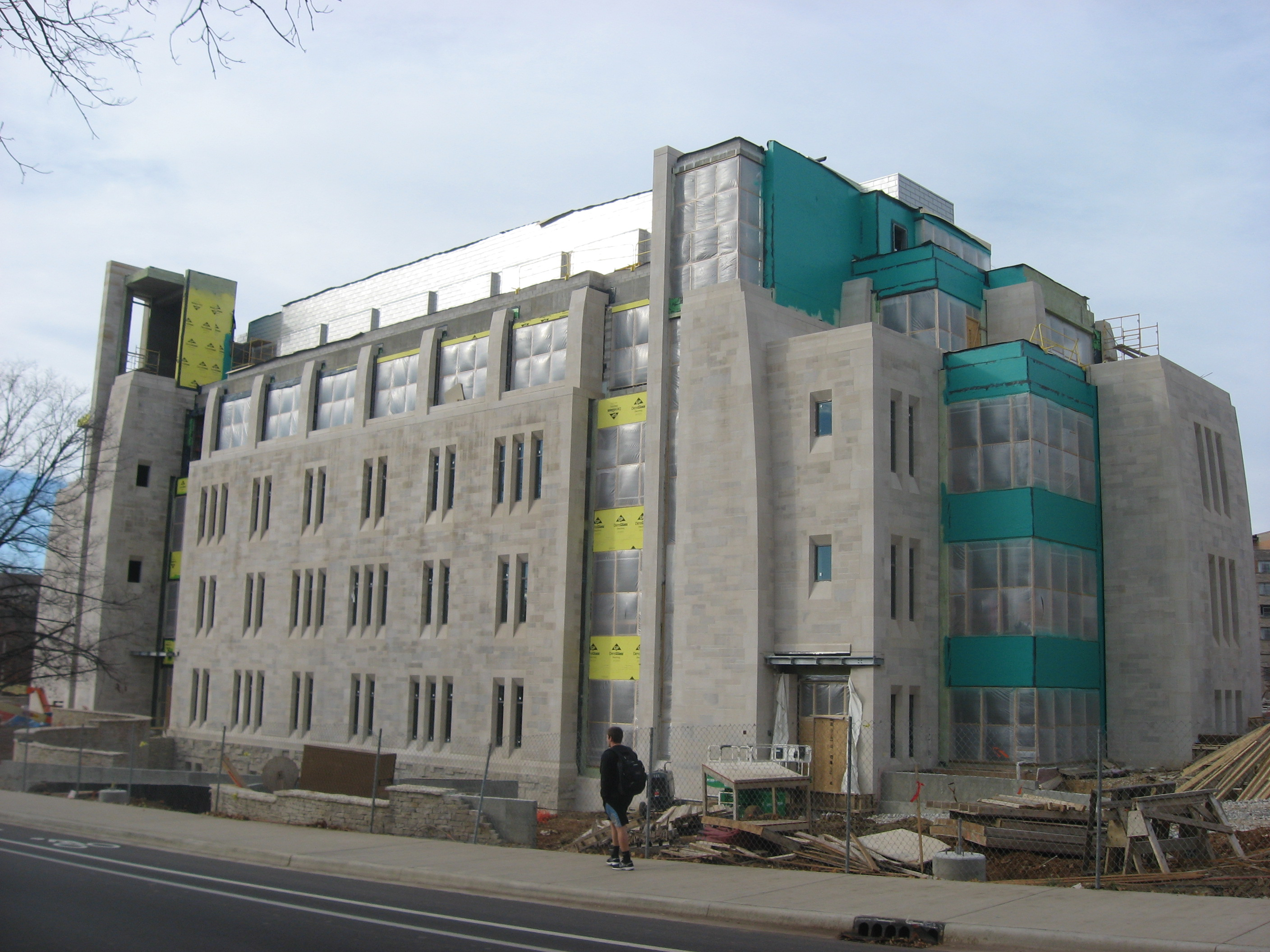
مبنى مدرسة جاكوبس للموسيقى قيد الإنشاء في عام 2012.

تأسست مدرسة جاكوبس للموسيقى في بداية القرن العشرين على يد تشارلز كامبل، وتركز على الصوت والأوبرا والقيادة الأوركسترالية ودراسات الجاز. مع أكثر من 1،600 طالب، تعد المدرسة واحدة من أكبر المدارس من نوعها في الولايات المتحدة ومن بين أكبر المدارس في العالم.[بحاجة لمصدر] تضم مرافق المدرسة، بما في ذلك خمسة مبانٍ في قلب الحرم الجامعي، قاعات حفلات موسيقية وأكثر من 170 غرفة تدريب وغرف تدريب كورالية وآلات موسيقية وأكثر من 100 مكتب واستوديو. وتضم هيئة التدريس شخصيات بارزة مثل إيلين فاريل، وديفيد إيفرون، ويانوس ستاركر، وأندريه واتس، ومناحيم بريسلر، وكارول آن ويفر، وليندا سترومن، وآبي سيمون، وخورخي بوليت، وراي كريمر، وديفيد بيكر، وويليام بيل، وهارفي فيليبس، وكارول فانيس، وسيلفيا ماكنير، وهوارد كلوج، وعازف الكمان جوشوا بيل، والمايسترو ليونارد سلاتكين، والملحن سفين ديفيد ساندستروم. ومن بين الخريجين البارزين إدغار ماير والسوبرانو أنجيلا براون.

#### كلية التمريض
تأسست مدرسة تدريب الممرضات بجامعة إنديانا في إنديانابوليس عام 1914 بالتزامن مع إنشاء مستشفى روبرت دبليو لونج وبالاشتراك مع كلية الطب بجامعة إنديانا لتقديم تدريب يؤدي إلى الحصول على دبلومة التمريض. تمت إعادة تسميتها بكلية التمريض بجامعة إنديانا عام 1956. في ثلاثينيات القرن العشرين، تم إنشاء قسم لتعليم التمريض تابع لكلية تعليم جامعة إنديانا في حرم بلومنجتون لتقديم تدريب إضافي لطلاب التمريض الذين يسعون للحصول على درجة البكالوريوس؛ تمت إضافة برنامج درجة الماجستير في عام 1945. اليوم، تقع كلية التمريض في العديد من حرم جامعة إنديانا، حيث تعد إنديانابوليس وبلومنجتون الموقعين الرئيسيين. اعتبارًا من 2017، تشمل برامج الدرجات العلمية درجة بكالوريوس العلوم في التمريض لمدة أربع سنوات، ودرجة ماجستير العلوم في التمريض، ودرجتي دكتوراه: دكتوراه في ممارسة التمريض ودكتوراه في التمريض.
اعترفت الرابطة الوطنية للتمريض بالمدرسة كمركز للتميز في فئتين في وقت واحد لإنشاء بيئات من شأنها: تعزيز الخبرة التربوية لأعضاء هيئة التدريس وخلق البيئات (ساري المفعول من 2006 إلى 2022) وتطوير علم تعليم التمريض (ساري المفعول من 2012 إلى 2021).

#### كلية البصريات

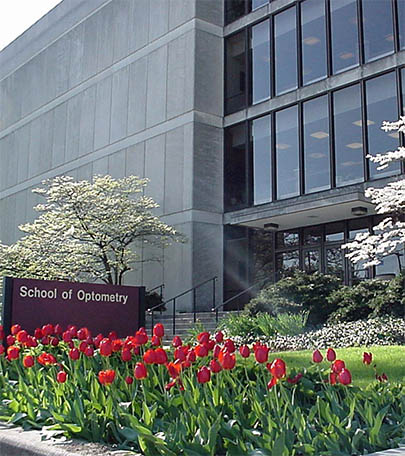
المبنى الرئيسي لكلية البصريات

تأسست كلية طب العيون بجامعة إنديانا عام 1951. وأصبحت المدرسة مؤسسة مستقلة لمنح الدرجات العلمية في عام 1975. يقع برنامج دكتور طب العيون على الحدود الجنوبية الغربية للحرم الجامعي ويقبل في المتوسط 70–80 طالبًا سنويًا.
تدير المدرسة عيادة مجتمعية للعناية بالعيون تبلغ مساحتها 22,000-قدم-مربع (2,000 م2) في بلومنجتون وعيادة في إنديانابوليس. بالإضافة إلى توفير التعليم البصري، تضم المنشأة أيضًا مركز بوريش لأبحاث طب العيون، الذي تم افتتاحه رسميًا في أكتوبر 1995. يوفر مركز بوريش فرصًا للطلاب الجامعيين والمهنيين والخريجين للمشاركة بشكل مباشر في أبحاث الرؤية.

#### كلية أونيل للشؤون العامة والبيئية
تعد كلية أونيل للشؤون العامة والبيئية أكبر كلية من نوعها في الولايات المتحدة. تأسست في عام 1972، وتشتهر بنهجها المتعدد التخصصات المميز. فهي تجمع بين العلوم الاجتماعية والطبيعية والسلوكية والإدارية في كلية واحدة. تمتلك SPEA حرمًا جامعيًا «أساسيًا» شقيقًا في جامعة إنديانا – جامعة بيردو إنديانابوليس ويتم تشغيل برنامج تابع في حرم جامعة إنديانا في جاري.
كلية أونيل للشؤون العامة والبيئية هي المقر الرئيسي لمجلة مراجعة الإدارة العامة، وهي المجلة الرائدة في مجال أبحاث الإدارة العامة ونظرياتها وممارساتها. كما تضم كلية أونيل للشؤون العامة والبيئية أيضًا مجلة تحليل السياسات والإدارة، ومجلة الموازنة العامة والتمويل، واقتصاد الأعمال الصغيرة.
تضم كلية أونيل للشؤون العامة والبيئية أكثر من اثني عشر برنامجًا مشتركًا في العلوم الاجتماعية والطبيعية والمجالات المهنية. وتشمل التخصصات الشائعة إدارة المنظمات غير الربحية والقيادة والسياسة العامة والمالية العامة وإدارة الفنون. ومن بين خريجي كلية أونيل للشؤون العامة والبيئية مقدم البرامج الإذاعية والتلفزيونية تافيس سمايلي ووزير الخزانة الأمريكي السابق بول أونيل. ومن بين أعضاء هيئة التدريس في كلية أونيل للشؤون العامة والبيئية إلينور أوستروم، أول امرأة تحصل على جائزة نوبل في الاقتصاد. وقد اختارتها مجلة تايم كواحدة من أكثر 100 شخصية تأثيرًا في الولايات المتحدة.

#### كلية الصحة العامة–بلومنجتون

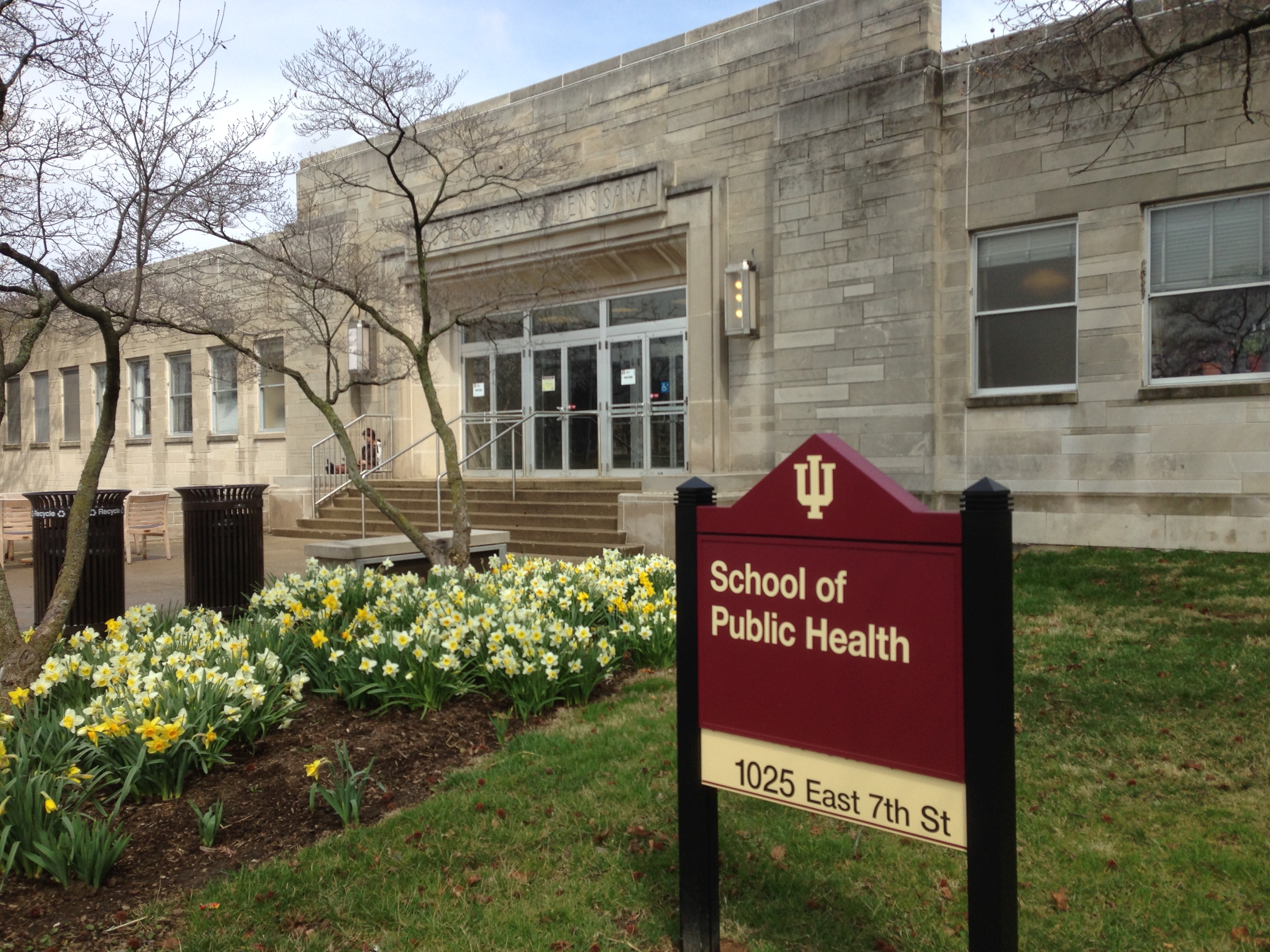
كلية الصحة العامة بجامعة إنديانا–بلومنجتون

تأسست المدرسة وبرامجها في عام 2012، ونمت لتشمل مجموعة واسعة من الاهتمامات الأكاديمية والمجالات المهنية. تأسست المدرسة في عام 1946 باعتبارها كلية الصحة والتربية البدنية والترفيه. ثم تحولت إلى كلية الصحة العامة – بلومنجتون وأعيدت تسميتها في سبتمبر 2012. وقد تم اعتمادها من قبل مجلس التعليم في مجال الصحة العامة في يونيو 2015.
تضم المدرسة ما يقرب من 3000 طالب و24000 خريج حي، وتقدم برامج البكالوريوس والدرجات المتقدمة من خلال خمسة أقسام أكاديمية: علوم الصحة التطبيقية، والصحة البيئية، وعلم الأوبئة والإحصاء الحيوي، وعلم الحركة، ودراسات الترفيه والحدائق والسياحة. يوفر قسم الرياضات الترفيهية في الحرم الجامعي داخل كلية الصحة العامة بجامعة إنديانا – بلومنجتون فرصًا للرياضة واللياقة البدنية لمجتمع جامعة إنديانا والجمهور.
تضم المدرسة العديد من المراكز والمعاهد والمختبرات المتخصصة، بما في ذلك مركز تعزيز الصحة الجنسية، ومركز إنديانا لموارد الوقاية، والمركز الوطني للوصول، والمركز الريفي للوقاية من الإيدز/الأمراض المنقولة جنسياً، وغيرها.
تشمل موارد المدرسة أكثر من 12,000 قدم مربع (1,100 م2) من مختبرات البحث والتدريس، وحوالي 275,000 قدم مربع (25,500 م2) من مرافق الرياضة واللياقة البدنية الداخلية والخارجية، بما في ذلك مراكز الترفيه ومراكز الألعاب المائية والمساحة التي تشمل برادفورد وودز.

#### كلية الخدمة الاجتماعية
تأسست كلية العمل الاجتماعي بجامعة إنديانا في عام 1911 كقسم للخدمة الاجتماعية، مما يجعلها أقدم برنامج تعليمي مهني للعمل الاجتماعي بدأ وما زال يعمل كجزء من الجامعة. في يوليو 2007، اندمج قسم دراسات العمل بجامعة إنديانا مع كلية العمل الاجتماعي.
تأسس قسم دراسات العمل، وهو وحدة تابعة لكلية العمل الاجتماعي، في أربعينيات القرن العشرين أثناء ولاية هيرمان ب. ويلز استجابة للدور المتزايد الذي تلعبه العمالة المنظمة في المجتمع الأمريكي. واليوم، يعد القسم واحدًا من بين العديد من البرامج التي تمنح درجات علمية في مجال دراسات العمل أو العلاقات الصناعية في البلاد. ومن بين أعضاء هيئة التدريس البارزين في السنوات الأخيرة ليونارد بيج، المستشار العام لمجلس العلاقات العمالية الوطنية أثناء إدارة كلينتون، وخبير الاقتصاد العمالي/المؤلف ميخائيل ييتس.
في عامي 2007 و2008، أقامت منظمة الطلاب الخريجين والمهنيين شراكة مع كلية الدراسات العليا لإنشاء مبعوثين لتنوع طلاب الدراسات العليا. يعمل المبعوثون إما على التواصل والتسجيل أو الاحتفاظ بالطلاب وبناء المجتمع. يُعلم مبعوثو التواصل والتسجيل الطلاب المحتملين بالفرص المتاحة في جامعة إنديانا. كما يساعدونهم في التنقل عبر عملية القبول. يعمل مبعوثو الاحتفاظ بالطلاب وبناء المجتمع كمرشدين للطلاب الحاليين. تمتلك كلية الدراسات العليا حكومة طلابية منفصلة (حكومة الطلاب الخريجين والمهنيين، أو GPSG). يتعاونون مع أعضاء هيئة التدريس للمساعدة في تحسين جودة الخدمات المقدمة لطلاب الدراسات العليا الذين يلتحقون بجامعة إنديانا.

## ألعاب القوى

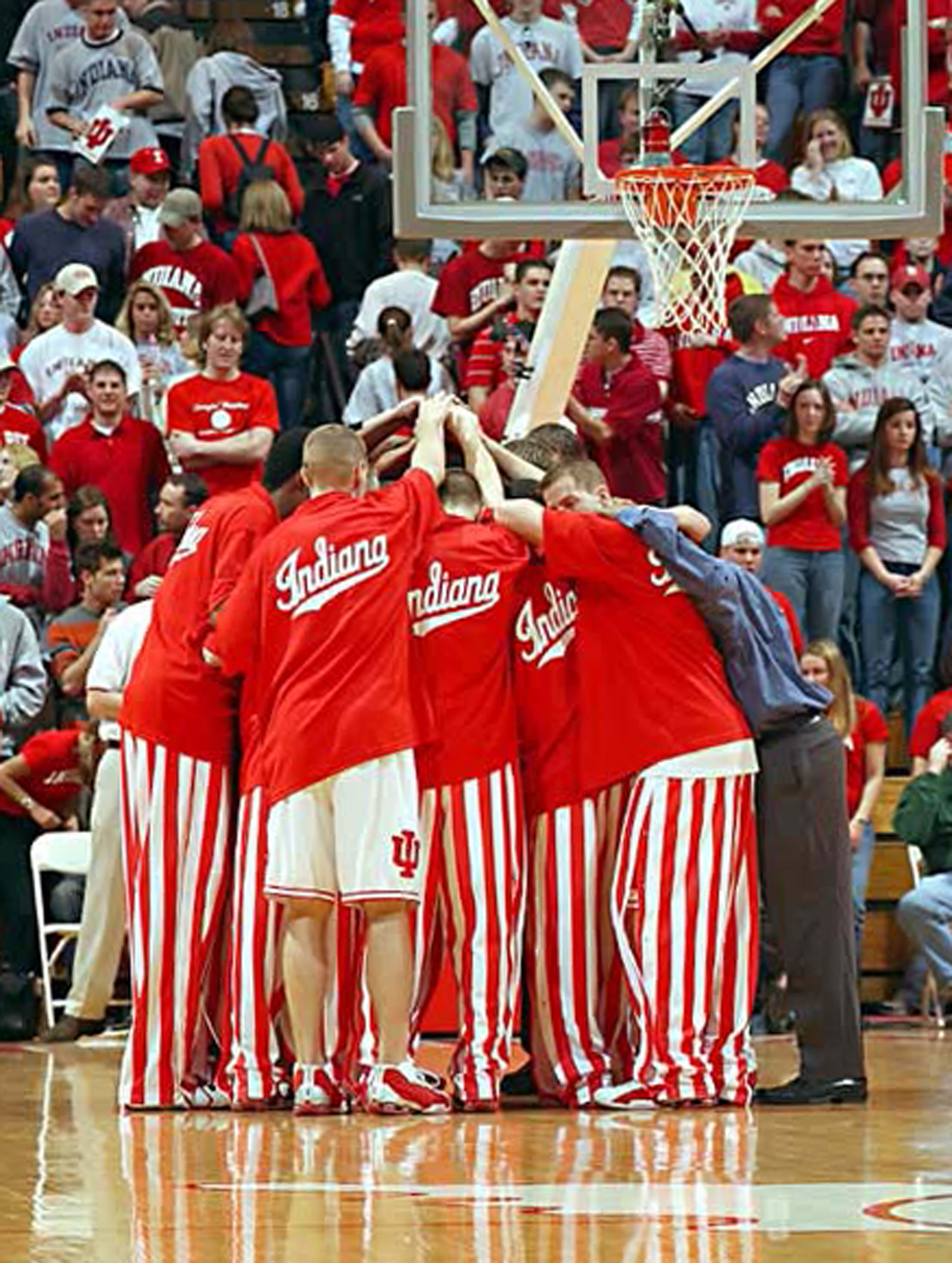
يتجمع لاعبو كرة السلة قبل المباراة وهم يرتدون سراويلهم المخططة.

يتمتع برنامج ألعاب القوى الجامعية بجامعة إنديانا بتقليد طويل في العديد من الرياضات الرئيسية. فمنذ بدايته مع لعبة البيسبول في عام 1867، نما برنامج ألعاب القوى بجامعة هووسير ليشمل أكثر من 600 رياضي من الذكور والإناث في 24 فريقًا جامعيًا يتمتعون بأحد أفضل السجلات الإجمالية في البلاد. تشمل الرياضات التي ترعاها الجامعة كرة القدم الأمريكية وكرة السلة للرجال وكرة السلة للسيدات والعدو الريفي وألعاب القوى وكرة القاعدة والغولف وكرة المضرب والتجديف والكرة الطائرة والسباحة والغطس والمصارعة.
أصبح فريق هووسيرز عضوًا في اتحاد العشرة الكبار في 1 ديسمبر 1899. والانتماء الوطني للمدرسة هو الرابطة الوطنية لرياضة الجامعات. وقد فاز الفريق الوطني بألقاب (يبلغ مجموعها الآن 26؛ 25 الرابطة الوطنية لرياضة الجامعات، و1 رابطة ألعاب القوى الجامعية للسيدات) في تسع رياضات للرجال ورياضة واحدة للسيدات (التنس)، وتصدرها ستة ألقاب متتالية في السباحة والغوص للرجال، وثماني ألقاب في كرة القدم للرجال وخمسة ألقاب في كرة السلة للرجال. يعد فريق كرة السلة للرجال بجامعة إنديانا أحد أكثر البرامج حصولاً على الأوسمة في البلاد، حيث فاز بخمس بطولات وطنية. فاز الرياضيون الطلاب في إنديانا بـ133 لقبًا فرديًا في الرابطة الوطنية لرياضة الجامعات، بما في ذلك 79 في السباحة والغوص للرجال و31 في ألعاب القوى للرجال. كما فازت فرق جامعة إنديانا أو شاركت في 157 بطولة اتحاد العشرة الكبار. يبلغ صندوق إنديانا للرياضة 42 مليون دولار، وهو الأكبر في العشرة الكبار. حصل نادي فارستي، وهو الذراع لجمع التبرعات لقسم الرياضة، على رقم قياسي بلغ 11.5 مليون دولار في شكل هدايا وتعهدات في السنة المالية 2004–2005. كما زاد إجمالي التبرعات السنوية بنسبة 8.3% في العام الماضي و44.8% في السنوات الثلاث الماضية.
بالإضافة إلى تقاليدها في الرياضات بين الجامعات، تمتلك جامعة إنديانا أيضًا العديد من الرياضات غير الجامعية. كما أصبحت رياضة الهيرلينج أكثر شعبية، حيث أصبح نادي الهيرلينج بجامعة إنديانا أول بطل وطني أمريكي في التاريخ.

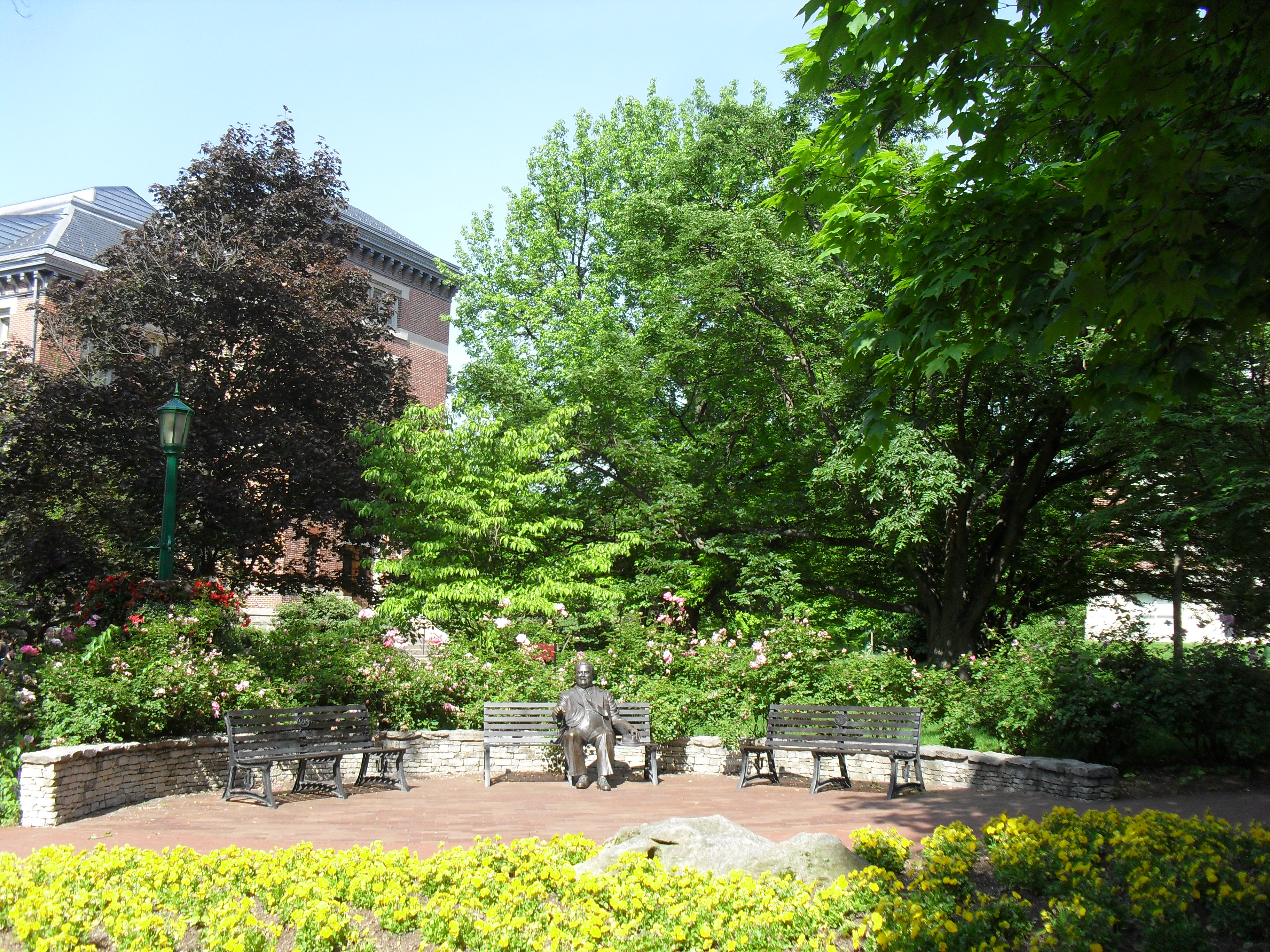
تمثال هيرمان ب. ويلز

تشارك نسبة كبيرة من طلاب جامعة إنديانا بانتظام في الرياضات الداخلية الرسمية و/أو غير الرسمية، بما في ذلك كرة القدم وكرة القدم الأمريكية والتنس وكرة السلة والجولف.[بحاجة لمصدر]

## الإعلام
تشمل وسائل الإعلام التابعة لجامعة إنديانا ما يلي:
- دبليو إف آي يو – عضو مؤسس في شبكة الإذاعة العامة الوطنية، دبليو إف آي يو هي محطة إذاعية عامة تعمل انطلاقًا من مركز الإذاعة والتلفزيون في حرم بلومنجتون، إنديانا. مرخصة لأمناء جامعة إنديانا، وتمول من عدة مصادر: جامعة إنديانا؛ مؤسسة البث العام؛ منح الاكتتاب في البرامج من الشركات والمنظمات المجتمعية؛ والمساهمات التطوعية من المستمعين. تركز البرامج على الموسيقى الكلاسيكية والأخبار الوطنية والدولية. تشمل التنسيقات الأخرى الموسيقى الشعبية والجاز والكوميديا وبرامج الأخبار والشؤون العامة.
- دبليو تي آي يو – تلفزيون عام يعمل على مدار الساعة مرخص لجامعة إنديانا، ويعمل انطلاقًا من مركز الراديو والتلفزيون في حرم بلومنجتون، إنديانا. دبليو تي آي يو هي شركة تابعة لبي بي إس وتحمل برامج وطنية ومحلية، وتخدم أكثر من 20 مقاطعة في غرب وجنوب وسط إنديانا، بما في ذلك مدن بلومنجتون وبيدفورد وكولومبوس وتير هوت ومجتمعات مارتينسفيل ولينتون وبلومفيلد وناشفيل وسبنسر وسيمور. يتم تضمين ما يقرب من 175،000 منزل تلفزيوني في منطقة المشاهدة والكابل وخارج الهواء مجتمعين.
- آي يو إس تي في (محطة تلفزيونية طلابية بجامعة إنديانا) – محطة تلفزيونية يديرها الطلاب بالكامل وتبث برامجها إلى أكثر من 12،000 من سكان الحرم الجامعي وأكثر من 40،000 من سكان بلومنجتون عبر التلفزيون العام. تأسست آي يو إس تي في في عام 2002، وسرعان ما نمت لتصبح كيانًا إعلاميًا رائدًا ومنظمة طلابية في الحرم الجامعي.
- إنديانا ديلي ستودنت – صحيفة يومية مجانية مدعومة ماليًا بالكامل من خلال مبيعات الإعلانات. تأسست في عام 1867، ويبلغ توزيعها أكثر من 15،000 نسخة، وينتجها طلاب جامعة إنديانا.
- دبليو آي يو إكس – محطة إذاعية يديرها الطلاب بالكامل وتبث حاليًا على إف إم 99.1 وعبر البث المباشر عبر الإنترنت على موقعها الإلكتروني. تبث على مدار 24 ساعة في اليوم، 7 أيام في الأسبوع خلال الفصلين الدراسيين الخريفي والربيعي. بالإضافة إلى تشغيل الموسيقى المستقلة، توفر المحطة تغطية لتسعة فرق رياضية مختلفة بجامعة إنديانا. تأسست المحطة في عام 1963 تحت أحرف النداء دبليو كيو إيه ذي. حصلت على ترخيص إف إم منخفض الطاقة في ربيع عام 2005 وانتقلت إلى إف إم في أوائل عام 2006.

## أعضاء هيئة التدريس
تحتل جامعة إنديانا المرتبة الأولى بين الجامعات الحكومية العشر الكبرى من حيث عدد أعضاء هيئة التدريس، حيث تضم 333 من رؤساء الأقسام والأساتذة والمشرفين. كما أفادت جامعة إنديانا في خريف عام 2004 أنها وظفت 334 من أعضاء هيئة التدريس بدوام جزئي، بإجمالي 1،877 من المكافئين بدوام كامل. ومن بين أعضاء هيئة التدريس بدوام كامل، كان 76% منهم من ذوي الوظائف الدائمة. ومثلها كمثل هيئة الطلاب، فإن هيئة التدريس بجامعة إنديانا تتكون في الغالب من البيض. ومن بين الإداريين وأعضاء هيئة التدريس والمحاضرين بدوام كامل، كان 118 (6%) من الآسيويين، و74 (4%) من الأميركيين من أصل أفريقي، و62 (4%) من الهسبان، و5 (0.3%) من الأميركيين الأصليين، و1535 (85%) من «العرقيات الأخرى». وكان عدد الرجال (62%) أكبر من عدد النساء الذين شغلوا مناصب أكاديمية في الجامعة.

## أعضاء هيئة التدريس والخريجين البارزين
تشمل هيئة التدريس الحالية البارزة عالم الإدراك دوغلاس هوفشتادتر، وعالم الرياضيات راسل ليونز، وعازف الكمان جوشوا بيل، وعازف البيانو أندريه واتس. تشمل هيئة التدريس والخريجين السابقين البارزين في إنديانا هرمان جوزيف مولر، عالم الوراثة الإشعاعي الرائد والفائز بجائزة نوبل عام 1946؛ وجيمس واتسون، الذي شارك في اكتشاف البنية الحلزونية المزدوجة للحمض النووي وحاصل على جائزة نوبل عام 1962؛ وسلفادور لوريا، عالم الأحياء الجزيئي والفائز المشارك بجائزة نوبل عام 1969؛ والزعيم السياسي الطوارقي وعالم الفولكلور مانو داياك؛ وجيمي ويلز، المؤسس المشارك لويكيبيديا؛ وروبرت غيتس، وزير الدفاع الأمريكي الثاني والعشرون؛ والرئيس التنفيذي السابق لشركة ديزني، بوب تشابيك [الإنجليزية]؛ وجيري تايلور كاتبة السيناريو والمشارك في إنشاء ستار تريك: فوياجر؛ والمؤلفة الحائزة على جوائز سوزان كولنز، التي كتبت سلسلة مباريات الجوع؛ والملحن وكاتب الأغاني هوجى كارمايكل؛ جون تي شامبرز، الرئيس التنفيذي السابق لشركة سيسكو سيستمز؛ والممثل الهندي رانفير سينغ؛ وعالم الرياضيات ماكس أوقست تزورن؛ وعالم الجنس ألفريد كينسي؛ والشاعر يوسف كومونياكا [الإنجليزية]؛ والمستثمر الملياردير مارك كوبان.

## الاستدامة
حصل مبنى مسرح فون لي التابع لجامعة إنديانا بلومنجتون على شهادة الريادة في تصميمات الطاقة والبيئة. وتضمنت مبادرة إعادة التدوير «مزيد من الفن، وقمامة أقل» مسابقة تصميم لأعمال فنية على صناديق إعادة التدوير وتروج لإعادة التدوير والفنون الخارجية. وتوظف الجامعة مجموعة من المتدربين الطلاب في مجال الاستدامة كل صيف، ويمكن للطلاب المشاركة في مبادرات الاستدامة القائمة على الحرم الجامعي والمجتمع من خلال مجموعة تنسيق المتطوعين في الاستدامة أو مجلس الاستدامة الطلابية. أطلقت جامعة إنديانا معهد المرونة البيئية في عام 2017 لتمكين التعاون الأكثر كفاءة بين الجامعة والمجتمعات المحلية والشركات في مشاريع الحد من غازات الاحتباس الحراري والاستدامة. تشمل المدن التي شاركت في البرنامج بلومنجتون وفورت واين وغاري وويست لافاييت وزيونسفيل وغيرها.

## المواصلات
يعمل نظام حافلات الحرم الجامعي على عدة مسارات وفقًا لجدول زمني منتظم حول حرم جامعة إنديانا في جميع الفصول الدراسية. في ديسمبر 2014، تم تقديم خدمة نقل مكوكية («توصيل الحرم الجامعي») بين حرم جامعة إنديانا في بلومنجتون وحرم جامعة إنديانا في بوليس إنديانا. في مارس 2020، تم إيقاف خدمة التنقل داخل الحرم الجامعي هذه. حافلات الحرم الجامعي مجانية لجميع الشركات التابعة لجامعة إنديانا ويمكن الوصول إليها من قبل ذوي الاحتياجات الخاصة. يحصل طلاب وموظفو جامعة إنديانا أيضًا على وصول مجاني إلى حافلات النقل في بلومنجتون في جميع أنحاء المدينة.

## الملاحظات
1. ↑  يتألف الآخرون من الأمريكيين متعددي الأعراق وأولئك الذين يفضلون عدم الإفصاح.
2. ↑  النسبة المئوية للطلاب الذين حصلوا على منحة بيل الفيدرالية القائمة على الدخل والمخصصة للطلاب ذوي الدخل المنخفض.
3. ↑  النسبة المئوية للطلاب الذين يشكلون جزءًا من الطبقة المتوسطة الأمريكية في الحد الأدنى.

## للقراءة الإضافية
- Capshew, James H. Herman B Wells: The Promise of the American University (Indiana University Press, 2012) 460 pp excerpt and text search
- Clark, Thomas D. Indiana University, Midwest Pioneer, Volume I: The Early Years (1970)
- Clark, Thomas D. Indiana University: Midwestern Pioneer, Vol II: In Mid-Pasage (1973)
- Clark, Thomas D. Indiana University: Midwestern Pioneer: Volume III: Years of Fulfillment (1977) covers 1938–68
- Gros Louis, Kenneth. "Herman B Wells and the Legacy of Leadership at Indiana University," Indiana Magazine of History (2007) 103#3 pp 290–301. online